# 新城市
新城市（しんしろし）は、愛知県東部の東三河地方にある市。
豊橋市や豊川市の北にあり、旧設楽郡の玄関口にあたる。2005年10月1日に、旧・新城市と南設楽郡鳳来町・作手村が新設合併し発足した自治体である。

## 地理

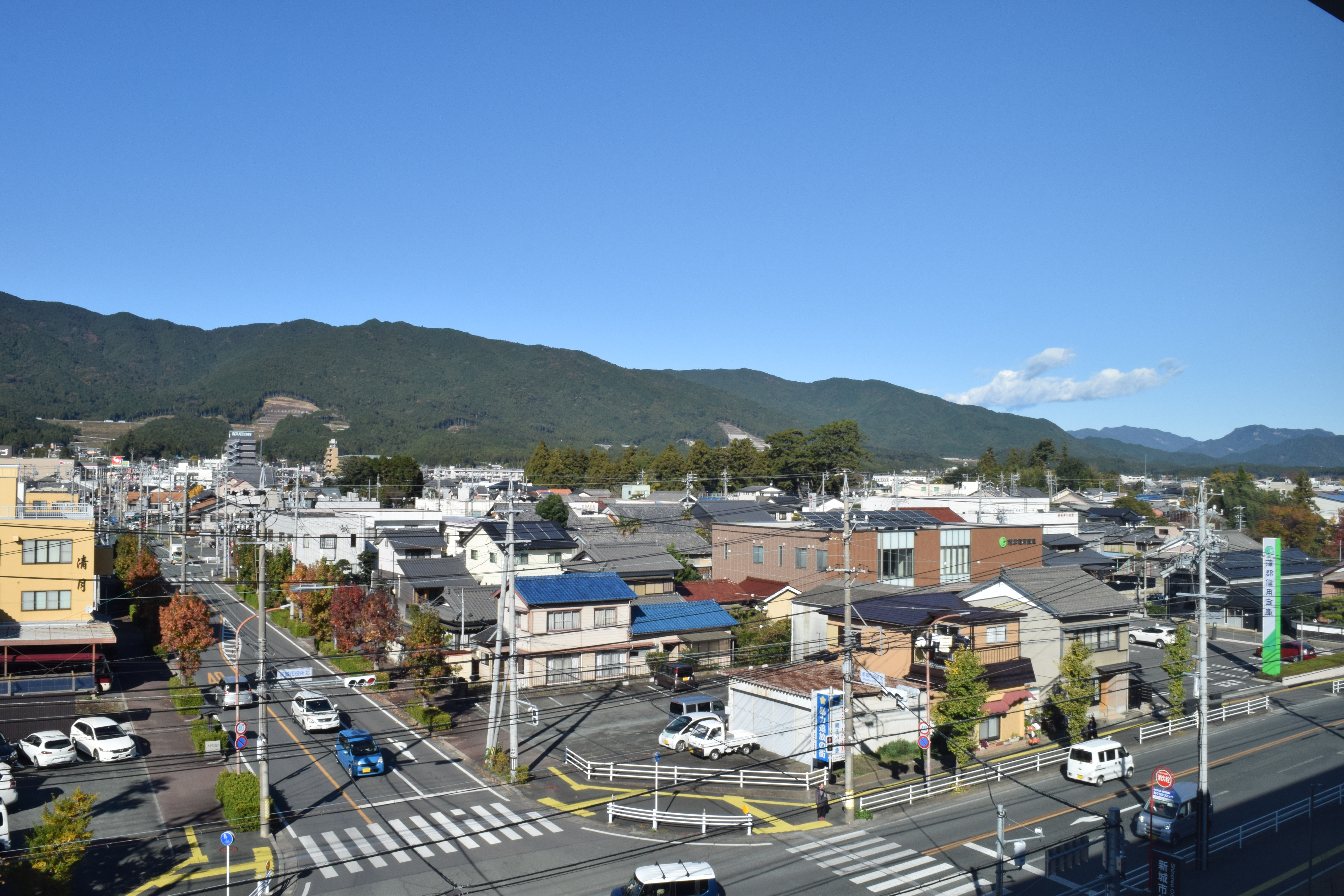
新城市街地

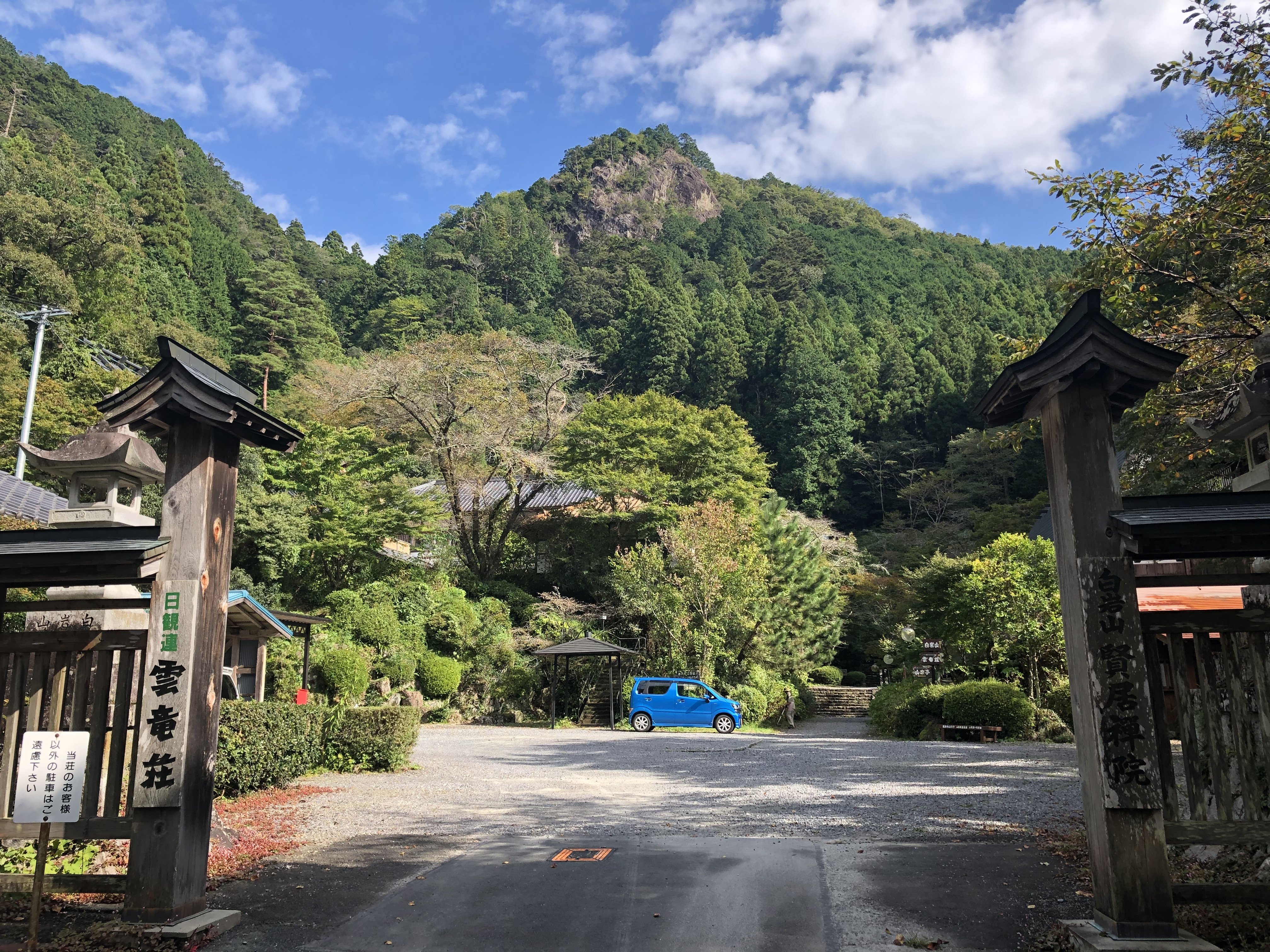
鳳来寺山

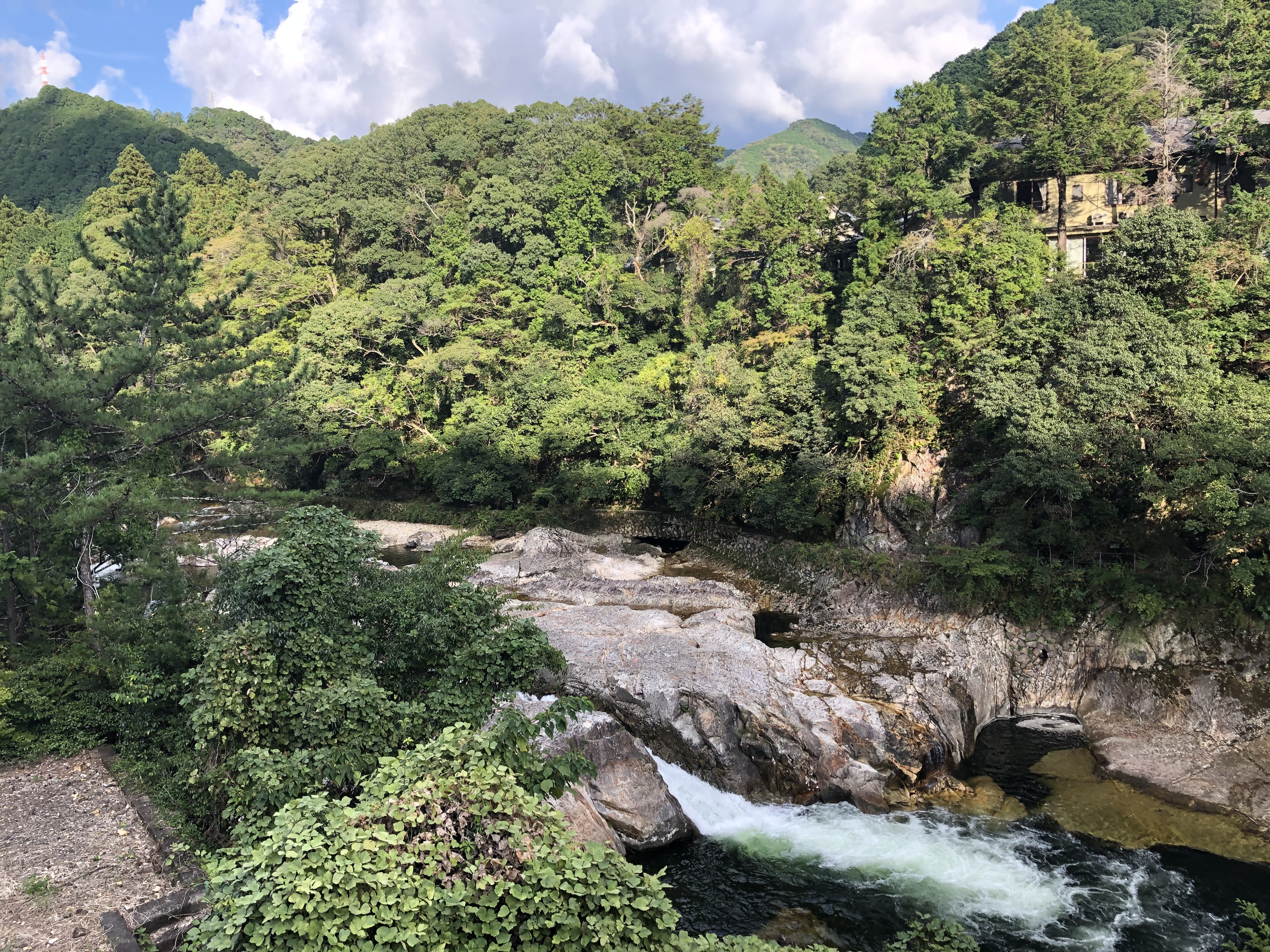
湯谷温泉

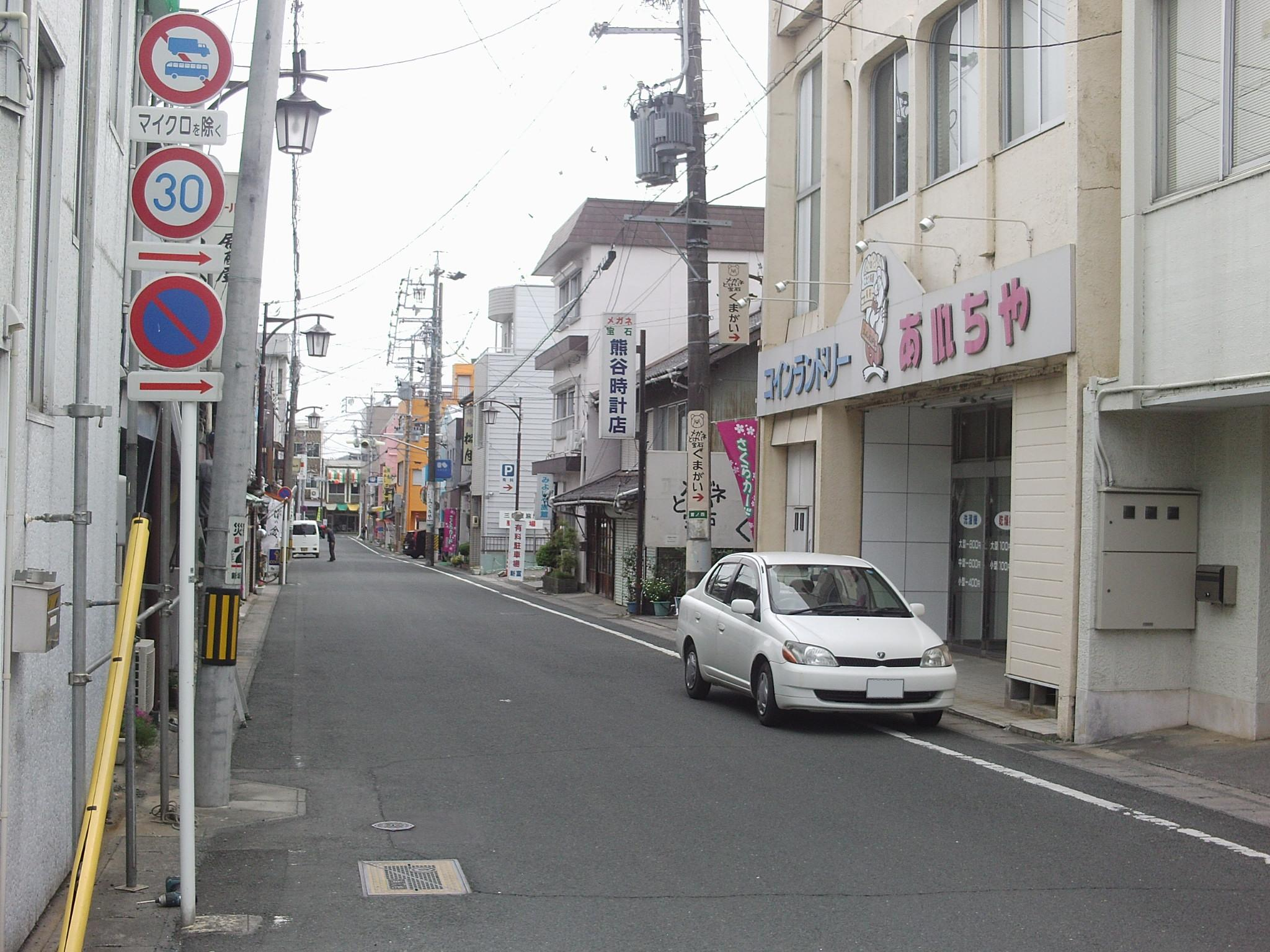
新城駅前通り商店街（2011年5月）。

新城市中心部周辺の空中写真。2020年6月16日撮影の21枚を合成作成。。

愛知県の東部、豊橋平野の北端に位置する。本宮山などの山々に囲まれており、市の中央に豊川が流れる。

### 地形

#### 山地
主な山
- 宇連山 - 新城市最高峰（標高929.4ｍ）
- 本宮山
- 巴山
- 鳳来寺山

#### 河川
主な川
- 豊川
- 宇連川
- 黄柳川
- 海老川
- 巴川 (豊川水系)
- 巴川 (矢作川水系)

#### 湖沼
- 宇連ダム - 鳳来湖
- 大島ダム - 朝霧湖
- 万福寺池

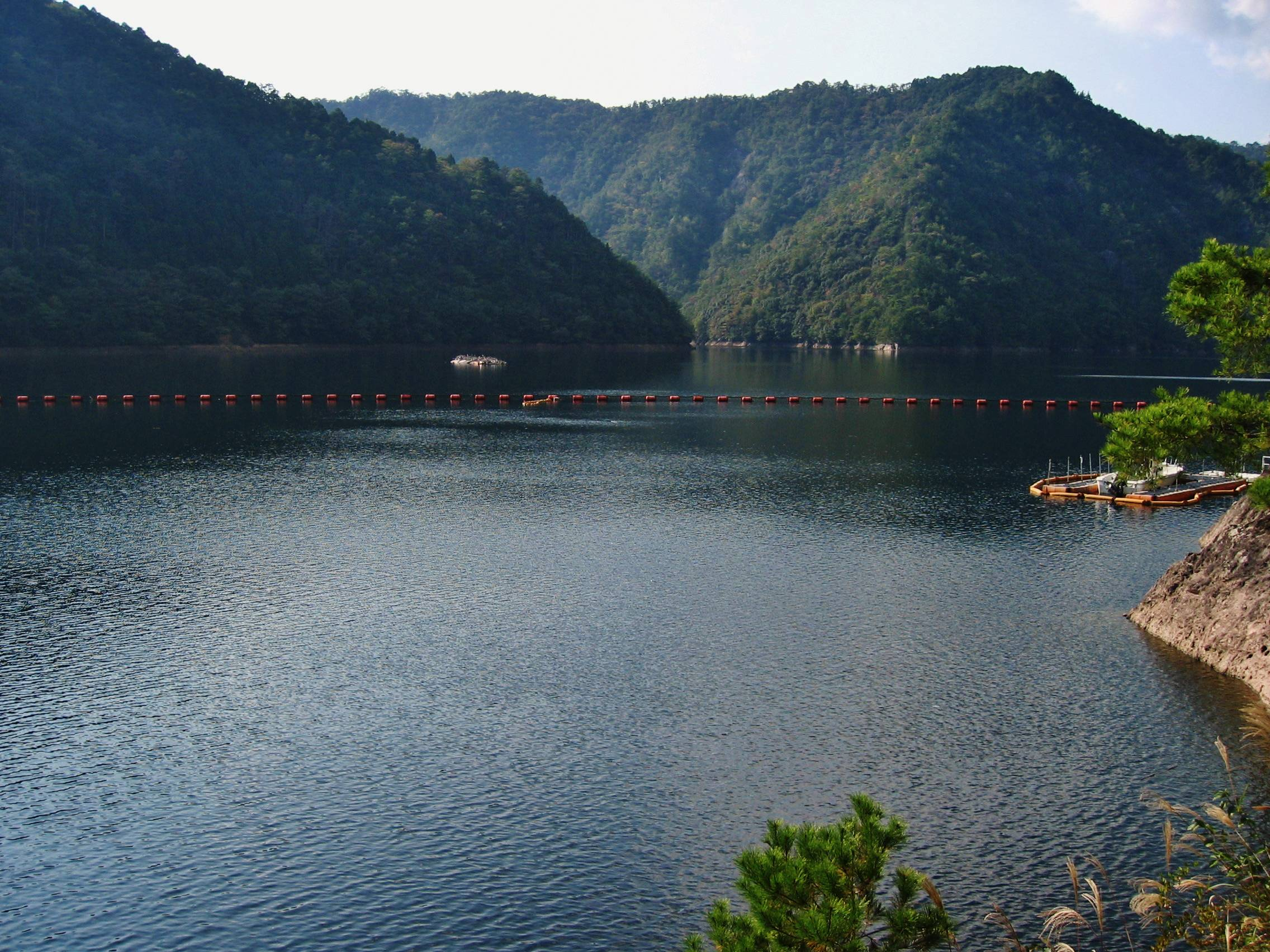
宇連ダム（鳳来湖）
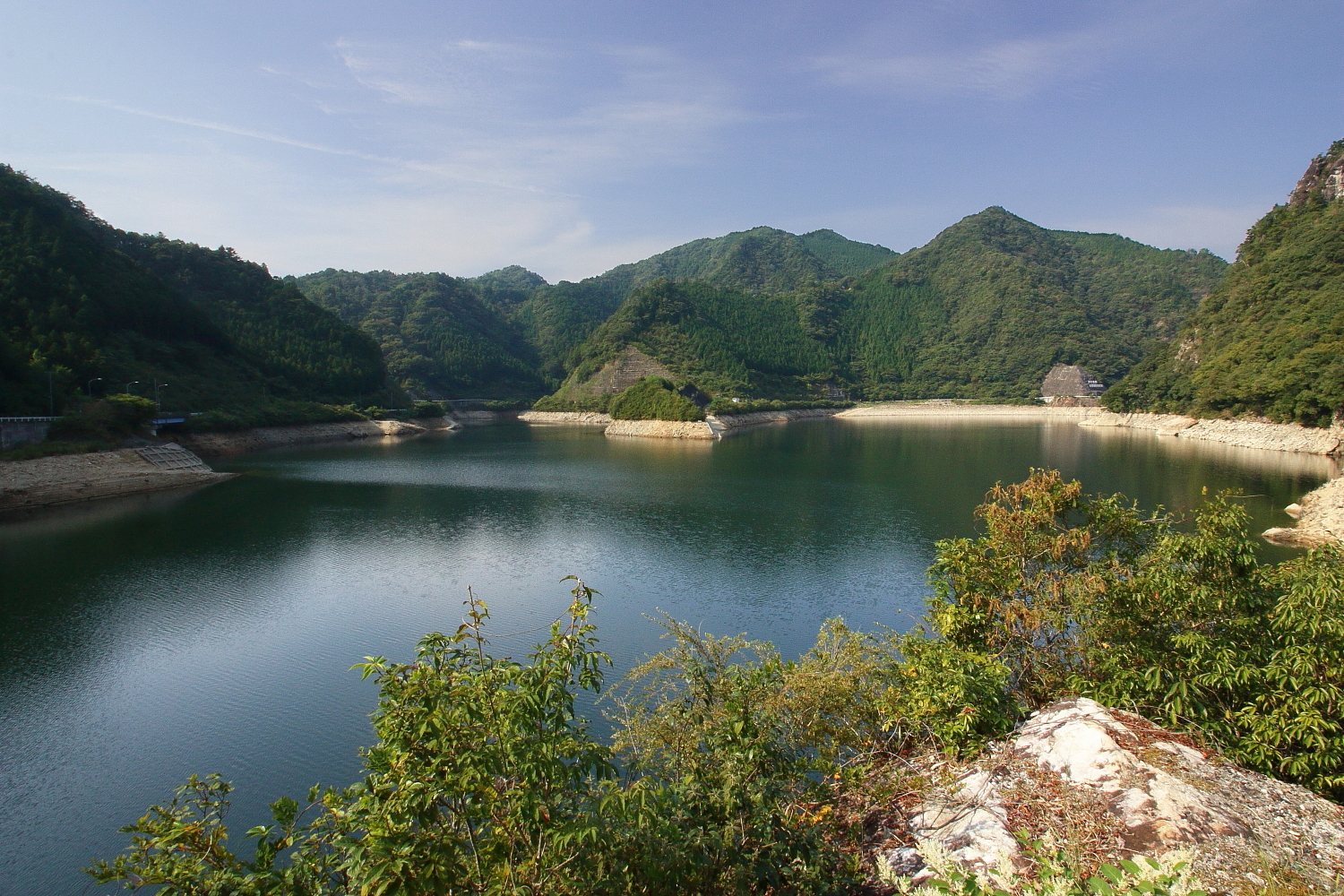
大島ダム（朝霧湖）

### 気候
| 新城（2003年 - 2020年）の気候      | 新城（2003年 - 2020年）の気候 | 新城（2003年 - 2020年）の気候 | 新城（2003年 - 2020年）の気候 | 新城（2003年 - 2020年）の気候 | 新城（2003年 - 2020年）の気候 | 新城（2003年 - 2020年）の気候 | 新城（2003年 - 2020年）の気候 | 新城（2003年 - 2020年）の気候 | 新城（2003年 - 2020年）の気候 | 新城（2003年 - 2020年）の気候 | 新城（2003年 - 2020年）の気候 | 新城（2003年 - 2020年）の気候 | 新城（2003年 - 2020年）の気候 |
| 月                                 | 1月                           | 2月                           | 3月                           | 4月                           | 5月                           | 6月                           | 7月                           | 8月                           | 9月                           | 10月                          | 11月                          | 12月                          | 年                            |
| ---------------------------------- | ----------------------------- | ----------------------------- | ----------------------------- | ----------------------------- | ----------------------------- | ----------------------------- | ----------------------------- | ----------------------------- | ----------------------------- | ----------------------------- | ----------------------------- | ----------------------------- | ----------------------------- |
| 最高気温記録 °C （°F）             | 18.3 (64.9)                   | 22.7 (72.9)                   | 25.7 (78.3)                   | 29.6 (85.3)                   | 33.1 (91.6)                   | 37.8 (100)                    | 39.6 (103.3)                  | 38.6 (101.5)                  | 36.5 (97.7)                   | 32.9 (91.2)                   | 26.4 (79.5)                   | 23.1 (73.6)                   | 39.6 (103.3)                  |
| 平均最高気温 °C （°F）             | 10.0 (50)                     | 11.5 (52.7)                   | 14.8 (58.6)                   | 19.7 (67.5)                   | 24.4 (75.9)                   | 27.0 (80.6)                   | 30.2 (86.4)                   | 32.0 (89.6)                   | 28.8 (83.8)                   | 23.6 (74.5)                   | 18.2 (64.8)                   | 12.4 (54.3)                   | 21.0 (69.8)                   |
| 日平均気温 °C （°F）               | 4.4 (39.9)                    | 5.8 (42.4)                    | 8.8 (47.8)                    | 13.6 (56.5)                   | 18.3 (64.9)                   | 21.8 (71.2)                   | 25.4 (77.7)                   | 26.6 (79.9)                   | 23.4 (74.1)                   | 17.9 (64.2)                   | 12.1 (53.8)                   | 6.7 (44.1)                    | 15.4 (59.7)                   |
| 平均最低気温 °C （°F）             | −0.9 (30.4)                   | 0.4 (32.7)                    | 2.8 (37)                      | 7.6 (45.7)                    | 12.7 (54.9)                   | 17.7 (63.9)                   | 21.7 (71.1)                   | 22.5 (72.5)                   | 19.3 (66.7)                   | 13.4 (56.1)                   | 7.1 (44.8)                    | 1.6 (34.9)                    | 10.5 (50.9)                   |
| 最低気温記録 °C （°F）             | −8.2 (17.2)                   | −8.5 (16.7)                   | −4.1 (24.6)                   | −2.8 (27)                     | 3.0 (37.4)                    | 10.2 (50.4)                   | 17.0 (62.6)                   | 17.3 (63.1)                   | 11.3 (52.3)                   | 3.7 (38.7)                    | −2.0 (28.4)                   | −5.6 (21.9)                   | −8.5 (16.7)                   |
| 降水量 mm （inch）                 | 51.6 (2.031)                  | 100.7 (3.965)                 | 167.0 (6.575)                 | 192.0 (7.559)                 | 220.3 (8.673)                 | 229.6 (9.039)                 | 299.6 (11.795)                | 186.0 (7.323)                 | 255.3 (10.051)                | 221.0 (8.701)                 | 96.3 (3.791)                  | 66.1 (2.602)                  | 2,085.5 (82.106)              |
| 平均降水日数 （≥1.0 mm）           | 5.3                           | 7.1                           | 9.0                           | 9.7                           | 9.8                           | 12.4                          | 13.1                          | 9.9                           | 11.2                          | 10.6                          | 7.6                           | 5.9                           | 111.6                         |
| 平均月間日照時間                   | 191.1                         | 176.5                         | 205.2                         | 202.8                         | 210.0                         | 145.3                         | 161.4                         | 204.9                         | 162.4                         | 163.2                         | 170.3                         | 178.6                         | 2,171.7                       |
| 出典1：Japan Meteorological Agency |                               |                               |                               |                               |                               |                               |                               |                               |                               |                               |                               |                               |                               |
| 出典2：気象庁                      |                               |                               |                               |                               |                               |                               |                               |                               |                               |                               |                               |                               |                               |

### 地域

#### 市内の地名
旧新城市
- (大字なしの区域＝1955年までの旧新城町域。ここでは新城と表記)
- 石田(旧千郷村)
- 野田(旧千郷村)
- 稲木(旧千郷村)
- 豊島(旧千郷村)
- 川田(旧千郷村)
- 片山(旧千郷村)
- 徳定(旧千郷村)
- 杉山(旧千郷村)
- 豊栄(旧千郷村)
- 平井(旧東郷村)
- 上平井(旧東郷村)
- 矢部(旧東郷村)
- 富沢(旧東郷村)
- 川路(旧東郷村)
- 有海(旧東郷村)
- 大海(旧東郷村)
- 竹広(旧東郷村)
- 八束穂(旧東郷村)
- 牛倉(旧東郷村)
- 富永(旧東郷村)
- 大宮(旧東郷村)
- 須長(旧東郷村)
- 浅谷(旧東郷村)
- 出沢(旧東郷村・新城町時代の1956年に鳳来町布里の一部を編入。)
- 小畑(旧八名村)
- 中宇利(旧八名村)
- 黒田(旧八名村)
- 富岡(旧八名村)
- 庭野(旧八名村)
- 一鍬田(旧八名村)
- 八名井(旧八名村)
- 日吉(旧舟着村)
- 吉川(旧舟着村)
- 市川(旧舟着村乗本の一部、新城町合併時に乗本より分立)
- 横川(新城町時代の1956年に鳳来町横川の一部より編入。2005年の合併と同時に鳳来町横川を統合)
- 城北(1979年、平井・片山・新城の各一部より成立)
- 緑が丘(1986年、大海・有海の各一部より成立)
- 富沢1～2丁目(富沢などの一部より成立)
- 市場台(野田などの一部より成立)

旧鳳来町
- 長篠(旧長篠村)
- (横川＝2005年の新城市合併とともに新城市横川に統合、旧長篠村)
- 富栄(旧長篠村)
- 豊岡(旧長篠村)
- 富保(旧長篠村)
- 玖老勢(旧鳳来寺村)
- 門谷(旧鳳来寺村)
- 副川(旧鳳来寺村・海老町、うち旧海老町域は海老副川と通称される[2])
- 布里(旧鳳来寺村。1956年に新城町出沢へ編入された地域は含まない)
- 一色(旧鳳来寺村)
- 只持(旧鳳来寺村)
- 塩瀬(旧鳳来寺村)
- 愛郷(旧鳳来寺村)
- 井代(旧七郷村)
- 能登瀬(旧七郷村)
- 名越(旧七郷村)
- 名号(旧七郷村)
- 睦平(旧七郷村)
- 細川(旧七郷村)
- 巣山(旧七郷村)
- 七郷一色(旧七郷村、鳳来町合併時より七郷を冠称)
- 大野(旧大野町)
- 川合(旧三輪村)
- 池場(旧三輪村長岡の一部)
- 下吉田(旧山吉田村)
- 上吉田(旧山吉田村)
- 竹ノ輪(旧山吉田村)
- 黄柳野(旧山吉田村)
- 海老(旧海老町)
- 四谷(旧海老町)
- 連合(旧海老町)
- 中島(旧海老町)
- 乗本(1956年新城町(当時)より編入、新城町合併以前は舟着村)

旧作手村
新城市合併後からは各大字に「作手」を冠称している。
- 作手岩波(旧巴村)
- 作手白鳥(旧巴村)
- 作手清岳(旧巴村)
- 作手高里(旧巴村)
- 作手鴨ケ谷(旧巴村)
- 作手善夫(旧菅沼村)
- 作手木和田(旧菅沼村)
- 作手守義(旧菅沼村)
- 作手菅沼(旧菅沼村)
- 作手高松(旧高松村)
- 作手田代(旧田代村)
- 作手杉平(旧杉平村)
- 作手保永(旧保永村)
- 作手荒原(旧荒原村)
- 作手大和田(旧大和田村)
- 作手黒瀬(旧田原村)
- 作手田原(旧田原村)
- 作手中河内(1948年、高里の一部と東加茂郡下山村羽布・黒坂の各一部より成立)

### 人口
愛知県の市の中では弥富市に次いで少ない。合併前は最少であったが合併後に一時高浜市や岩倉市を抜いていた。しかしその後は減少が続いている。
| |                                        |  |
| 新城市と全国の年齢別人口分布（2005年） | 新城市の年齢・男女別人口分布（2005年） |  |
| ■紫色 ― 新城市 ■緑色 ― 日本全国 | ■青色 ― 男性 ■赤色 ― 女性              |  |
| 新城市（に相当する地域）の人口の推移 \| 1970年（昭和45年） \| 54,042人 \| \| \| 1975年（昭和50年） \| 54,204人 \| \| \| 1980年（昭和55年） \| 54,239人 \| \| \| 1985年（昭和60年） \| 54,965人 \| \| \| 1990年（平成2年） \| 54,583人 \| \| \| 1995年（平成7年） \| 54,602人 \| \| \| 2000年（平成12年） \| 53,603人 \| \| \| 2005年（平成17年） \| 52,178人 \| \| \| 2010年（平成22年） \| 49,864人 \| \| \| 2015年（平成27年） \| 47,133人 \| \| \| 2020年（令和2年） \| 44,355人 \| \| |                                        |  |
| 総務省統計局 国勢調査より |                                        |  |
| 1970年（昭和45年） | 54,042人                               |  |
| 1975年（昭和50年） | 54,204人                               |  |
| 1980年（昭和55年） | 54,239人                               |  |
| 1985年（昭和60年） | 54,965人                               |  |
| 1990年（平成2年） | 54,583人                               |  |
| 1995年（平成7年） | 54,602人                               |  |
| 2000年（平成12年） | 53,603人                               |  |
| 2005年（平成17年） | 52,178人                               |  |
| 2010年（平成22年） | 49,864人                               |  |
| 2015年（平成27年） | 47,133人                               |  |
| 2020年（令和2年） | 44,355人                               |  |

### 隣接する自治体・行政区
愛知県
- 豊橋市
- 岡崎市
- 豊川市
- 豊田市
- 北設楽郡設楽町
- 北設楽郡東栄町

静岡県
- 浜松市（浜名区、天竜区）

## 歴史
古くから人の活動が見られ、建長寺等から旧石器時代の石器も発掘されている。平安時代には郡司の藤原季兼と熱田神宮の尾張氏出身の尾張職子（松御前）が稲木に住み、設楽荘、宇利荘ができる。室町時代に、富永直郷が野田館を拠点に一帯を支配をするようになり、富永荘と呼ばれるようになる。作手では、上野国（群馬県）から来た奥平貞俊が亀山城を築いた。
戦国時代、山家三方衆の奥平氏や菅沼氏が、亀山城や長篠城を拠点に支配した。戦国期の1561年（永禄4年）6月29日、松平元康が菅沼定氏に与えた判物写に「新城・田嶺・武節三所……一所城代可申付之事」とある(譜牒余録/岡崎市史6)。1574年（天正2年）11月の永住寺追鐘銘には「三州設楽郡新城村」と見える（古鐘銘集成）。同9年3月7日の竜沢寺勧化帳写によれば、「三州新代」の英寿寺は竜沢寺へ1貫文勧進している（竜沢寺文書/福井県史資料編4）となっており、新城市HPに記載される由来以前に、新城と呼ばれている。
1571年（元亀2年）、武田信玄により、徳川家康攻略のための拠点として古宮城が築かれる。1573年（元亀4年）には野田城の戦いで菅沼氏の野田城が武田信玄に奪われた。この頃、武田氏傘下だった亀山城の奥平氏が、信玄の死を確信して離反し徳川家康の側に移ったとされる。信玄の死後、長篠城は徳川家康に奪われ、奥平信昌が入った。1575年（天正3年）の長篠の戦いでは、織田信長・徳川家康連合軍が武田勝頼軍を破った。1576年（天正4年）、奥平信昌が、長篠の戦いで損傷した長篠城を廃城し、新城城（現在の新城小学校周辺）に移転築城した。
江戸時代においては市域の北部（旧設楽郡）は主に交代寄合菅沼氏の領地や作手藩、市域の南部（旧八名郡）は、主に定府大名安部氏の武蔵国岡部藩の領地であった。新城は伊那街道を下ってきた馬による陸運と豊川を上ってきた海運が接合する場となり、そのさまは「山湊馬浪（さんそうばろう）」と称された。1868年（慶応4年）明治新政府方についた安部氏は、陣屋を当時の半原村（現新城市富岡）に移して、半原藩を発足させたが、すぐに版籍奉還となった。1871年（明治4年）の廃藩置県では、半原村に半原藩改め半原県の県庁が置かれたが、額田県との合併を経て愛知県に合併された。
明治、大正時代は、南設楽郡役所が新城町（新城駅周辺）、八名郡役所が富岡村（1906年に合併により八名村）に置かれ、2つの郡の中枢地となった。大正の郡制廃止後、太平洋戦争中、南設楽郡新城町に南設楽郡と八名郡を管轄する八楽（はちらく）地方事務所が置かれ、南設楽郡と八名郡は新城町に中枢が統一された。

### 沿革
- 1889年（明治22年）10月1日 - 町村制施行により、南設楽郡新城町が発足する。
- 1955年（昭和30年）4月15日 - 南設楽郡新城町・東郷村・千郷村・八名郡八名村・舟着村が新設合併し、新城町となる。
- 1955年（昭和31年）9月30日 - 旧舟着村のうち乗本を鳳来町に編入し、鳳来町から横山の大部分（字北山を除く）と布里の一部（字七久保）を編入する。
- 1958年（昭和33年）11月1日 - 市制を施行して新城市となる。
- 2005年（平成17年）10月1日 - 新城市・南設楽郡鳳来町・南設楽郡作手村が新設合併し、新しい新城市となる。

### 市域の変遷
| 明治22年以前 | 明治22年以前   | 明治22年以前   | 明治22年以前    | 明治22年10月1日 町村制施行 | 明治22年 - 明治33年            | 明治34年 - 大正15年                    | 昭和元年 - 昭和64年                  | 昭和元年 - 昭和64年                   | 昭和元年 - 昭和64年         | 平成元年 - 現在             | 現在   |
| ------------ | -------------- | -------------- | --------------- | -------------------------- | ------------------------------ | -------------------------------------- | ------------------------------------ | ------------------------------------- | --------------------------- | --------------------------- | ------ |
| 南 設 楽 郡  | 新城村         | 新城村         | 新城村          | 新城町                     | 新城町                         | 新城町                                 | 昭和30年4月15日 合併 南設楽郡新城町  | 新城町                                | 昭和33年11月1日 市制 新城市 | 平成17年10月1日 合併 新城市 | 新城市 |
| 南 設 楽 郡  | 新町村         | 新城村         | 新城村          | 新城町                     | 新城町                         | 新城町                                 | 昭和30年4月15日 合併 南設楽郡新城町  | 新城町                                | 昭和33年11月1日 市制 新城市 | 平成17年10月1日 合併 新城市 | 新城市 |
| 南 設 楽 郡  | 問之町村       | 新城村         | 新城村          | 新城町                     | 新城町                         | 新城町                                 | 昭和30年4月15日 合併 南設楽郡新城町  | 新城町                                | 昭和33年11月1日 市制 新城市 | 平成17年10月1日 合併 新城市 | 新城市 |
| 南 設 楽 郡  | 野田村         | 野田村         | 野田村          | 千秋村                     | 千秋村                         | 明治39年5月1日 合併 千郷村             | 昭和30年4月15日 合併 南設楽郡新城町  | 新城町                                | 昭和33年11月1日 市制 新城市 | 平成17年10月1日 合併 新城市 | 新城市 |
| 南 設 楽 郡  | 大野田村       | 野田村         | 野田村          | 千秋村                     | 千秋村                         | 明治39年5月1日 合併 千郷村             | 昭和30年4月15日 合併 南設楽郡新城町  | 新城町                                | 昭和33年11月1日 市制 新城市 | 平成17年10月1日 合併 新城市 | 新城市 |
| 南 設 楽 郡  | 中市場村       | 野田村         | 野田村          | 千秋村                     | 千秋村                         | 明治39年5月1日 合併 千郷村             | 昭和30年4月15日 合併 南設楽郡新城町  | 新城町                                | 昭和33年11月1日 市制 新城市 | 平成17年10月1日 合併 新城市 | 新城市 |
| 南 設 楽 郡  | 中村           | 豊島村         | 豊島村          | 千秋村                     | 千秋村                         | 明治39年5月1日 合併 千郷村             | 昭和30年4月15日 合併 南設楽郡新城町  | 新城町                                | 昭和33年11月1日 市制 新城市 | 平成17年10月1日 合併 新城市 | 新城市 |
| 南 設 楽 郡  | 定池村         | 豊島村         | 豊島村          | 千秋村                     | 千秋村                         | 明治39年5月1日 合併 千郷村             | 昭和30年4月15日 合併 南設楽郡新城町  | 新城町                                | 昭和33年11月1日 市制 新城市 | 平成17年10月1日 合併 新城市 | 新城市 |
| 南 設 楽 郡  | 根古屋村       | 豊島村         | 豊島村          | 千秋村                     | 千秋村                         | 明治39年5月1日 合併 千郷村             | 昭和30年4月15日 合併 南設楽郡新城町  | 新城町                                | 昭和33年11月1日 市制 新城市 | 平成17年10月1日 合併 新城市 | 新城市 |
| 南 設 楽 郡  | 稲木村         |                |                 | 千秋村                     | 千秋村                         | 明治39年5月1日 合併 千郷村             | 昭和30年4月15日 合併 南設楽郡新城町  | 新城町                                | 昭和33年11月1日 市制 新城市 | 平成17年10月1日 合併 新城市 | 新城市 |
| 南 設 楽 郡  | 川田村         |                |                 | 千秋村                     | 千秋村                         | 明治39年5月1日 合併 千郷村             | 昭和30年4月15日 合併 南設楽郡新城町  | 新城町                                | 昭和33年11月1日 市制 新城市 | 平成17年10月1日 合併 新城市 | 新城市 |
| 南 設 楽 郡  | 石田村         |                |                 | 千秋村                     | 千秋村                         | 明治39年5月1日 合併 千郷村             | 昭和30年4月15日 合併 南設楽郡新城町  | 新城町                                | 昭和33年11月1日 市制 新城市 | 平成17年10月1日 合併 新城市 | 新城市 |
| 南 設 楽 郡  | 片山村         | 片山村         | 片山村          | 西郷村                     | 西郷村                         | 明治39年5月1日 合併 千郷村             | 昭和30年4月15日 合併 南設楽郡新城町  | 新城町                                | 昭和33年11月1日 市制 新城市 | 平成17年10月1日 合併 新城市 | 新城市 |
| 南 設 楽 郡  | 徳定村         |                |                 | 西郷村                     | 西郷村                         | 明治39年5月1日 合併 千郷村             | 昭和30年4月15日 合併 南設楽郡新城町  | 新城町                                | 昭和33年11月1日 市制 新城市 | 平成17年10月1日 合併 新城市 | 新城市 |
| 南 設 楽 郡  | 諏訪村         |                |                 | 西郷村                     | 西郷村                         | 明治39年5月1日 合併 千郷村             | 昭和30年4月15日 合併 南設楽郡新城町  | 新城町                                | 昭和33年11月1日 市制 新城市 | 平成17年10月1日 合併 新城市 | 新城市 |
| 南 設 楽 郡  | 山村           | 山村           | 山村            | 西郷村                     | 西郷村                         | 明治39年5月1日 合併 千郷村             | 昭和30年4月15日 合併 南設楽郡新城町  | 新城町                                | 昭和33年11月1日 市制 新城市 | 平成17年10月1日 合併 新城市 | 新城市 |
| 南 設 楽 郡  | 臼子村         | 山村           | 山村            | 西郷村                     | 西郷村                         | 明治39年5月1日 合併 千郷村             | 昭和30年4月15日 合併 南設楽郡新城町  | 新城町                                | 昭和33年11月1日 市制 新城市 | 平成17年10月1日 合併 新城市 | 新城市 |
| 南 設 楽 郡  | 今出平村       | 山村           | 山村            | 西郷村                     | 西郷村                         | 明治39年5月1日 合併 千郷村             | 昭和30年4月15日 合併 南設楽郡新城町  | 新城町                                | 昭和33年11月1日 市制 新城市 | 平成17年10月1日 合併 新城市 | 新城市 |
| 南 設 楽 郡  | 西杉山村       | 杉山村         | 杉山村          | 西郷村                     | 西郷村                         | 明治39年5月1日 合併 千郷村             | 昭和30年4月15日 合併 南設楽郡新城町  | 新城町                                | 昭和33年11月1日 市制 新城市 | 平成17年10月1日 合併 新城市 | 新城市 |
| 南 設 楽 郡  | 東杉山村       | 杉山村         | 杉山村          | 西郷村                     | 西郷村                         | 明治39年5月1日 合併 千郷村             | 昭和30年4月15日 合併 南設楽郡新城町  | 新城町                                | 昭和33年11月1日 市制 新城市 | 平成17年10月1日 合併 新城市 | 新城市 |
| 南 設 楽 郡  | 下平井村       | 平井村         | 平井村          | 平井村                     | 平井村                         | 明治39年5月1日 合併 東郷村             | 昭和30年4月15日 合併 南設楽郡新城町  | 新城町                                | 昭和33年11月1日 市制 新城市 | 平成17年10月1日 合併 新城市 | 新城市 |
| 南 設 楽 郡  | 宗高村         | 平井村         | 平井村          | 平井村                     | 平井村                         | 明治39年5月1日 合併 東郷村             | 昭和30年4月15日 合併 南設楽郡新城町  | 新城町                                | 昭和33年11月1日 市制 新城市 | 平成17年10月1日 合併 新城市 | 新城市 |
| 南 設 楽 郡  | 上平井村       | 上平井村       | 上平井村        | 平井村                     | 平井村                         | 明治39年5月1日 合併 東郷村             | 昭和30年4月15日 合併 南設楽郡新城町  | 新城町                                | 昭和33年11月1日 市制 新城市 | 平成17年10月1日 合併 新城市 | 新城市 |
| 南 設 楽 郡  | 恵美酒方村     | 上平井村       | 上平井村        | 平井村                     | 平井村                         | 明治39年5月1日 合併 東郷村             | 昭和30年4月15日 合併 南設楽郡新城町  | 新城町                                | 昭和33年11月1日 市制 新城市 | 平成17年10月1日 合併 新城市 | 新城市 |
| 南 設 楽 郡  | 岩広村         | 富沢村         | 富沢村          | 平井村                     | 平井村                         | 明治39年5月1日 合併 東郷村             | 昭和30年4月15日 合併 南設楽郡新城町  | 新城町                                | 昭和33年11月1日 市制 新城市 | 平成17年10月1日 合併 新城市 | 新城市 |
| 南 設 楽 郡  | 設楽村         | 富沢村         | 富沢村          | 平井村                     | 平井村                         | 明治39年5月1日 合併 東郷村             | 昭和30年4月15日 合併 南設楽郡新城町  | 新城町                                | 昭和33年11月1日 市制 新城市 | 平成17年10月1日 合併 新城市 | 新城市 |
| 南 設 楽 郡  | 西矢部村       | 矢部村         | 矢部村          | 平井村                     | 平井村                         | 明治39年5月1日 合併 東郷村             | 昭和30年4月15日 合併 南設楽郡新城町  | 新城町                                | 昭和33年11月1日 市制 新城市 | 平成17年10月1日 合併 新城市 | 新城市 |
| 南 設 楽 郡  | 東矢部村       | 矢部村         | 矢部村          | 平井村                     | 平井村                         | 明治39年5月1日 合併 東郷村             | 昭和30年4月15日 合併 南設楽郡新城町  | 新城町                                | 昭和33年11月1日 市制 新城市 | 平成17年10月1日 合併 新城市 | 新城市 |
| 南 設 楽 郡  | 清井田村       | 八束穂村       | 八束穂村        | 信楽村                     | 信楽村                         | 明治39年5月1日 合併 東郷村             | 昭和30年4月15日 合併 南設楽郡新城町  | 新城町                                | 昭和33年11月1日 市制 新城市 | 平成17年10月1日 合併 新城市 | 新城市 |
| 南 設 楽 郡  | 新間村         | 八束穂村       | 八束穂村        | 信楽村                     | 信楽村                         | 明治39年5月1日 合併 東郷村             | 昭和30年4月15日 合併 南設楽郡新城町  | 新城町                                | 昭和33年11月1日 市制 新城市 | 平成17年10月1日 合併 新城市 | 新城市 |
| 南 設 楽 郡  | 柳田村         | 八束穂村       | 八束穂村        | 信楽村                     | 信楽村                         | 明治39年5月1日 合併 東郷村             | 昭和30年4月15日 合併 南設楽郡新城町  | 新城町                                | 昭和33年11月1日 市制 新城市 | 平成17年10月1日 合併 新城市 | 新城市 |
| 南 設 楽 郡  | 宮脇村         | 八束穂村       | 八束穂村        | 信楽村                     | 信楽村                         | 明治39年5月1日 合併 東郷村             | 昭和30年4月15日 合併 南設楽郡新城町  | 新城町                                | 昭和33年11月1日 市制 新城市 | 平成17年10月1日 合併 新城市 | 新城市 |
| 南 設 楽 郡  | 下々村         | 八束穂村       | 八束穂村        | 信楽村                     | 信楽村                         | 明治39年5月1日 合併 東郷村             | 昭和30年4月15日 合併 南設楽郡新城町  | 新城町                                | 昭和33年11月1日 市制 新城市 | 平成17年10月1日 合併 新城市 | 新城市 |
| 南 設 楽 郡  | 川路村         |                |                 | 信楽村                     | 信楽村                         | 明治39年5月1日 合併 東郷村             | 昭和30年4月15日 合併 南設楽郡新城町  | 新城町                                | 昭和33年11月1日 市制 新城市 | 平成17年10月1日 合併 新城市 | 新城市 |
| 南 設 楽 郡  | 竹広村         |                |                 | 信楽村                     | 信楽村                         | 明治39年5月1日 合併 東郷村             | 昭和30年4月15日 合併 南設楽郡新城町  | 新城町                                | 昭和33年11月1日 市制 新城市 | 平成17年10月1日 合併 新城市 | 新城市 |
| 南 設 楽 郡  | 大海村         |                |                 | 信楽村                     | 信楽村                         | 明治39年5月1日 合併 東郷村             | 昭和30年4月15日 合併 南設楽郡新城町  | 新城町                                | 昭和33年11月1日 市制 新城市 | 平成17年10月1日 合併 新城市 | 新城市 |
| 南 設 楽 郡  | 有海村         |                |                 | 信楽村                     | 信楽村                         | 明治39年5月1日 合併 東郷村             | 昭和30年4月15日 合併 南設楽郡新城町  | 新城町                                | 昭和33年11月1日 市制 新城市 | 平成17年10月1日 合併 新城市 | 新城市 |
| 南 設 楽 郡  | 浅木村         | 浅木村         | 浅谷村          | 石座村                     | 石座村                         | 明治39年5月1日 合併 東郷村             | 昭和30年4月15日 合併 南設楽郡新城町  | 新城町                                | 昭和33年11月1日 市制 新城市 | 平成17年10月1日 合併 新城市 | 新城市 |
| 南 設 楽 郡  | 谷下村         |                | 浅谷村          | 石座村                     | 石座村                         | 明治39年5月1日 合併 東郷村             | 昭和30年4月15日 合併 南設楽郡新城町  | 新城町                                | 昭和33年11月1日 市制 新城市 | 平成17年10月1日 合併 新城市 | 新城市 |
| 南 設 楽 郡  | 大宮村         | 大宮村         | 大宮村          | 石座村                     | 石座村                         | 明治39年5月1日 合併 東郷村             | 昭和30年4月15日 合併 南設楽郡新城町  | 新城町                                | 昭和33年11月1日 市制 新城市 | 平成17年10月1日 合併 新城市 | 新城市 |
| 南 設 楽 郡  | 大坪村         | 大宮村         | 大宮村          | 石座村                     | 石座村                         | 明治39年5月1日 合併 東郷村             | 昭和30年4月15日 合併 南設楽郡新城町  | 新城町                                | 昭和33年11月1日 市制 新城市 | 平成17年10月1日 合併 新城市 | 新城市 |
| 南 設 楽 郡  | 常延村         | 大宮村         | 大宮村          | 石座村                     | 石座村                         | 明治39年5月1日 合併 東郷村             | 昭和30年4月15日 合併 南設楽郡新城町  | 新城町                                | 昭和33年11月1日 市制 新城市 | 平成17年10月1日 合併 新城市 | 新城市 |
| 南 設 楽 郡  | 川上村         | 富永村         | 富永村          | 石座村                     | 石座村                         | 明治39年5月1日 合併 東郷村             | 昭和30年4月15日 合併 南設楽郡新城町  | 新城町                                | 昭和33年11月1日 市制 新城市 | 平成17年10月1日 合併 新城市 | 新城市 |
| 南 設 楽 郡  | 重広村         | 富永村         | 富永村          | 石座村                     | 石座村                         | 明治39年5月1日 合併 東郷村             | 昭和30年4月15日 合併 南設楽郡新城町  | 新城町                                | 昭和33年11月1日 市制 新城市 | 平成17年10月1日 合併 新城市 | 新城市 |
| 南 設 楽 郡  | 夏目村         | 富永村         | 富永村          | 石座村                     | 石座村                         | 明治39年5月1日 合併 東郷村             | 昭和30年4月15日 合併 南設楽郡新城町  | 新城町                                | 昭和33年11月1日 市制 新城市 | 平成17年10月1日 合併 新城市 | 新城市 |
| 南 設 楽 郡  | 門前村         | 富永村         | 富永村          | 石座村                     | 石座村                         | 明治39年5月1日 合併 東郷村             | 昭和30年4月15日 合併 南設楽郡新城町  | 新城町                                | 昭和33年11月1日 市制 新城市 | 平成17年10月1日 合併 新城市 | 新城市 |
| 南 設 楽 郡  | 草部村         | 富永村         | 富永村          | 石座村                     | 石座村                         | 明治39年5月1日 合併 東郷村             | 昭和30年4月15日 合併 南設楽郡新城町  | 新城町                                | 昭和33年11月1日 市制 新城市 | 平成17年10月1日 合併 新城市 | 新城市 |
| 南 設 楽 郡  | 出沢村         |                |                 | 石座村                     | 石座村                         | 明治39年5月1日 合併 東郷村             | 昭和30年4月15日 合併 南設楽郡新城町  | 新城町                                | 昭和33年11月1日 市制 新城市 | 平成17年10月1日 合併 新城市 | 新城市 |
| 南 設 楽 郡  | 須長村         | 須長村         | 須長村          | 石座村                     | 石座村                         | 明治39年5月1日 合併 東郷村             | 昭和30年4月15日 合併 南設楽郡新城町  | 新城町                                | 昭和33年11月1日 市制 新城市 | 平成17年10月1日 合併 新城市 | 新城市 |
| 南 設 楽 郡  | 名高田村       | 須長村         | 須長村          | 石座村                     | 石座村                         | 明治39年5月1日 合併 東郷村             | 昭和30年4月15日 合併 南設楽郡新城町  | 新城町                                | 昭和33年11月1日 市制 新城市 | 平成17年10月1日 合併 新城市 | 新城市 |
| 南 設 楽 郡  | 森長村         | 須長村         | 須長村          | 石座村                     | 石座村                         | 明治39年5月1日 合併 東郷村             | 昭和30年4月15日 合併 南設楽郡新城町  | 新城町                                | 昭和33年11月1日 市制 新城市 | 平成17年10月1日 合併 新城市 | 新城市 |
| 南 設 楽 郡  | 牛倉村         | 牛倉村         | 牛倉村          | 石座村                     | 石座村                         | 明治39年5月1日 合併 東郷村             | 昭和30年4月15日 合併 南設楽郡新城町  | 新城町                                | 昭和33年11月1日 市制 新城市 | 平成17年10月1日 合併 新城市 | 新城市 |
| 南 設 楽 郡  | 真国村         | 牛倉村         | 牛倉村          | 石座村                     | 石座村                         | 明治39年5月1日 合併 東郷村             | 昭和30年4月15日 合併 南設楽郡新城町  | 新城町                                | 昭和33年11月1日 市制 新城市 | 平成17年10月1日 合併 新城市 | 新城市 |
| 南 設 楽 郡  | 黒口村         | 牛倉村         | 牛倉村          | 石座村                     | 石座村                         | 明治39年5月1日 合併 東郷村             | 昭和30年4月15日 合併 南設楽郡新城町  | 新城町                                | 昭和33年11月1日 市制 新城市 | 平成17年10月1日 合併 新城市 | 新城市 |
| 八 名 郡     | 半原村         | 富岡村         | 富岡村          | 富岡村                     | 富岡村                         | 明治39年7月1日 合併 八名村             | 昭和30年4月15日 合併 南設楽郡新城町  | 新城町                                | 昭和33年11月1日 市制 新城市 | 平成17年10月1日 合併 新城市 | 新城市 |
| 八 名 郡     | 下宇利村       | 富岡村         | 富岡村          | 富岡村                     | 富岡村                         | 明治39年7月1日 合併 八名村             | 昭和30年4月15日 合併 南設楽郡新城町  | 新城町                                | 昭和33年11月1日 市制 新城市 | 平成17年10月1日 合併 新城市 | 新城市 |
| 八 名 郡     | 中宇利村       |                |                 | 富岡村                     | 富岡村                         | 明治39年7月1日 合併 八名村             | 昭和30年4月15日 合併 南設楽郡新城町  | 新城町                                | 昭和33年11月1日 市制 新城市 | 平成17年10月1日 合併 新城市 | 新城市 |
| 八 名 郡     | 黒田村         |                |                 | 富岡村                     | 富岡村                         | 明治39年7月1日 合併 八名村             | 昭和30年4月15日 合併 南設楽郡新城町  | 新城町                                | 昭和33年11月1日 市制 新城市 | 平成17年10月1日 合併 新城市 | 新城市 |
| 八 名 郡     | 小畑村         |                |                 | 富岡村                     | 富岡村                         | 明治39年7月1日 合併 八名村             | 昭和30年4月15日 合併 南設楽郡新城町  | 新城町                                | 昭和33年11月1日 市制 新城市 | 平成17年10月1日 合併 新城市 | 新城市 |
| 八 名 郡     | 庭野村         | 庭野村         | 庭野村          | 長部村                     | 長部村                         | 明治39年7月1日 合併 八名村             | 昭和30年4月15日 合併 南設楽郡新城町  | 新城町                                | 昭和33年11月1日 市制 新城市 | 平成17年10月1日 合併 新城市 | 新城市 |
| 八 名 郡     | 一鍬田村       |                |                 | 長部村                     | 長部村                         | 明治39年7月1日 合併 八名村             | 昭和30年4月15日 合併 南設楽郡新城町  | 新城町                                | 昭和33年11月1日 市制 新城市 | 平成17年10月1日 合併 新城市 | 新城市 |
| 八 名 郡     | 八名井村       |                |                 | 長部村                     | 長部村                         | 明治39年7月1日 合併 八名村             | 昭和30年4月15日 合併 南設楽郡新城町  | 新城町                                | 昭和33年11月1日 市制 新城市 | 平成17年10月1日 合併 新城市 | 新城市 |
| 八 名 郡     | 日吉村         | 日吉村         | 日吉村          | 日吉村                     | 日吉村                         | 明治39年7月1日 合併 舟着村             | 昭和30年4月15日 合併 南設楽郡新城町  | 新城町                                | 昭和33年11月1日 市制 新城市 | 平成17年10月1日 合併 新城市 | 新城市 |
| 八 名 郡     | 吉川村         |                |                 | 日吉村                     | 日吉村                         | 明治39年7月1日 合併 舟着村             | 昭和30年4月15日 合併 南設楽郡新城町  | 新城町                                | 昭和33年11月1日 市制 新城市 | 平成17年10月1日 合併 新城市 | 新城市 |
| 八 名 郡     | 乗本村         | 乗本村         | 乗本村          | 乗本村                     | 乗本村                         | 明治39年7月1日 合併 舟着村             | 昭和30年4月15日 合併 南設楽郡新城町  | 昭和31年9月30日 境界変更 鳳来町に編入 | 鳳来町                      | 平成17年10月1日 合併 新城市 | 新城市 |
| 八 名 郡     | 上吉田村       | 上吉田村       | 上吉田村        | 山吉田村                   | 山吉田村                       | 山吉田村                               | 山吉田村                             | 昭和31年9月30日 南設楽郡鳳来町 に編入 | 鳳来町                      | 平成17年10月1日 合併 新城市 | 新城市 |
| 八 名 郡     | 下吉田村       |                |                 | 山吉田村                   | 山吉田村                       | 山吉田村                               | 山吉田村                             | 昭和31年9月30日 南設楽郡鳳来町 に編入 | 鳳来町                      | 平成17年10月1日 合併 新城市 | 新城市 |
| 八 名 郡     | 竹之輪村       |                |                 | 山吉田村                   | 山吉田村                       | 山吉田村                               | 山吉田村                             | 昭和31年9月30日 南設楽郡鳳来町 に編入 | 鳳来町                      | 平成17年10月1日 合併 新城市 | 新城市 |
| 八 名 郡     | 黄柳村         | 黄柳村         | 黄柳野村        | 山吉田村                   | 山吉田村                       | 山吉田村                               | 山吉田村                             | 昭和31年9月30日 南設楽郡鳳来町 に編入 | 鳳来町                      | 平成17年10月1日 合併 新城市 | 新城市 |
| 八 名 郡     | 多利野村       |                | 黄柳野村        | 山吉田村                   | 山吉田村                       | 山吉田村                               | 山吉田村                             | 昭和31年9月30日 南設楽郡鳳来町 に編入 | 鳳来町                      | 平成17年10月1日 合併 新城市 | 新城市 |
| 南 設 楽 郡  | 海老村         | 海老村         | 海老村          | 海老村                     | 明治27年4月28日 町制 海老町    | 海老町                                 | 海老町                               | 昭和31年9月30日 南設楽郡鳳来町 に編入 | 鳳来町                      | 平成17年10月1日 合併 新城市 | 新城市 |
| 南 設 楽 郡  | 双瀬村         | 双瀬村         | 副川村          | 海老村                     | 明治27年4月28日 町制 海老町    | 海老町                                 | 海老町                               | 昭和31年9月30日 南設楽郡鳳来町 に編入 | 鳳来町                      | 平成17年10月1日 合併 新城市 | 新城市 |
| 南 設 楽 郡  | 大石村         |                | 副川村          | 海老村                     | 明治27年4月28日 町制 海老町    | 海老町                                 | 海老町                               | 昭和31年9月30日 南設楽郡鳳来町 に編入 | 鳳来町                      | 平成17年10月1日 合併 新城市 | 新城市 |
| 南 設 楽 郡  | 山中村         | 山中村         | 中島村          | 海老村                     | 明治27年4月28日 町制 海老町    | 海老町                                 | 海老町                               | 昭和31年9月30日 南設楽郡鳳来町 に編入 | 鳳来町                      | 平成17年10月1日 合併 新城市 | 新城市 |
| 南 設 楽 郡  | 湯島村         |                | 中島村          | 海老村                     | 明治27年4月28日 町制 海老町    | 海老町                                 | 海老町                               | 昭和31年9月30日 南設楽郡鳳来町 に編入 | 鳳来町                      | 平成17年10月1日 合併 新城市 | 新城市 |
| 南 設 楽 郡  | 身平橋村       | 身平橋村       | 四谷村          | 海老村                     | 明治27年4月28日 町制 海老町    | 海老町                                 | 海老町                               | 昭和31年9月30日 南設楽郡鳳来町 に編入 | 鳳来町                      | 平成17年10月1日 合併 新城市 | 新城市 |
| 南 設 楽 郡  | 大林村         |                | 四谷村          | 海老村                     | 明治27年4月28日 町制 海老町    | 海老町                                 | 海老町                               | 昭和31年9月30日 南設楽郡鳳来町 に編入 | 鳳来町                      | 平成17年10月1日 合併 新城市 | 新城市 |
| 南 設 楽 郡  | 古宿村         |                | 四谷村          | 海老村                     | 明治27年4月28日 町制 海老町    | 海老町                                 | 海老町                               | 昭和31年9月30日 南設楽郡鳳来町 に編入 | 鳳来町                      | 平成17年10月1日 合併 新城市 | 新城市 |
| 南 設 楽 郡  | 大代村         |                | 四谷村          | 海老村                     | 明治27年4月28日 町制 海老町    | 海老町                                 | 海老町                               | 昭和31年9月30日 南設楽郡鳳来町 に編入 | 鳳来町                      | 平成17年10月1日 合併 新城市 | 新城市 |
| 南 設 楽 郡  | 須山村         | 須山村         | 連合村          | 海老村                     | 明治27年4月28日 町制 海老町    | 海老町                                 | 海老町                               | 昭和31年9月30日 南設楽郡鳳来町 に編入 | 鳳来町                      | 平成17年10月1日 合併 新城市 | 新城市 |
| 南 設 楽 郡  | 方瀬村         |                | 連合村          | 海老村                     | 明治27年4月28日 町制 海老町    | 海老町                                 | 海老町                               | 昭和31年9月30日 南設楽郡鳳来町 に編入 | 鳳来町                      | 平成17年10月1日 合併 新城市 | 新城市 |
| 南 設 楽 郡  | 真菰村         |                | 連合村          | 海老村                     | 明治27年4月28日 町制 海老町    | 海老町                                 | 海老町                               | 昭和31年9月30日 南設楽郡鳳来町 に編入 | 鳳来町                      | 平成17年10月1日 合併 新城市 | 新城市 |
| 南 設 楽 郡  | 小野村         |                | 連合村          | 海老村                     | 明治27年4月28日 町制 海老町    | 海老町                                 | 海老町                               | 昭和31年9月30日 南設楽郡鳳来町 に編入 | 鳳来町                      | 平成17年10月1日 合併 新城市 | 新城市 |
| 北 設 楽 郡  | 池場村         | 池場村         | 池場村 （一部） | 三輪村 （池場・川合）      | 三輪村 （池場・川合）          | 三輪村 （池場・川合）                  | 三輪村 （池場・川合）                | 昭和31年7月1日 南設楽郡鳳来町 に編入  | 鳳来町                      | 平成17年10月1日 合併 新城市 | 新城市 |
| 北 設 楽 郡  | 川合村         | 川合村         | 川合村 （一部） | 三輪村 （池場・川合）      | 三輪村 （池場・川合）          | 三輪村 （池場・川合）                  | 三輪村 （池場・川合）                | 昭和31年7月1日 南設楽郡鳳来町 に編入  | 鳳来町                      | 平成17年10月1日 合併 新城市 | 新城市 |
| 八 名 郡     | 大野村         | 大野村         | 大野村          | 大野村                     | 明治25年4月18日 町制 大野町    | 大野町                                 | 昭和31年4月1日 合併 南設楽郡鳳来町   | 鳳来町                                | 鳳来町                      | 平成17年10月1日 合併 新城市 | 新城市 |
| 八 名 郡     | 名号村         | 名号村         | 名号村          | 大野村                     | 明治23年10月20日 分立 名号村   | 明治39年7月1日 合併 七郷村             | 昭和31年4月1日 合併 南設楽郡鳳来町   | 鳳来町                                | 鳳来町                      | 平成17年10月1日 合併 新城市 | 新城市 |
| 八 名 郡     | 名越村         | 名越村         | 名越村          | 大野村                     | 明治23年10月20日 分立 名越村   | 明治39年7月1日 合併 七郷村             | 昭和31年4月1日 合併 南設楽郡鳳来町   | 鳳来町                                | 鳳来町                      | 平成17年10月1日 合併 新城市 | 新城市 |
| 八 名 郡     | 能登瀬村       | 能登瀬村       | 能登瀬村        | 大野村                     | 明治23年10月20日 分立 能登瀬村 | 明治39年7月1日 合併 七郷村             | 昭和31年4月1日 合併 南設楽郡鳳来町   | 鳳来町                                | 鳳来町                      | 平成17年10月1日 合併 新城市 | 新城市 |
| 八 名 郡     | 井代村         | 井代村         | 井代村          | 大野村                     | 明治23年10月20日 分立 井代村   | 明治39年7月1日 合併 七郷村             | 昭和31年4月1日 合併 南設楽郡鳳来町   | 鳳来町                                | 鳳来町                      | 平成17年10月1日 合併 新城市 | 新城市 |
| 八 名 郡     | 六郎貝津村     | 睦平村         | 睦平村          | 大野村                     | 明治23年10月20日 分立 睦平村   | 明治39年7月1日 合併 七郷村             | 昭和31年4月1日 合併 南設楽郡鳳来町   | 鳳来町                                | 鳳来町                      | 平成17年10月1日 合併 新城市 | 新城市 |
| 八 名 郡     | 下平村         | 睦平村         | 睦平村          | 大野村                     | 明治23年10月20日 分立 睦平村   | 明治39年7月1日 合併 七郷村             | 昭和31年4月1日 合併 南設楽郡鳳来町   | 鳳来町                                | 鳳来町                      | 平成17年10月1日 合併 新城市 | 新城市 |
| 八 名 郡     | 細川村         | 細川村         | 細川村          | 大野村                     | 明治23年10月20日 分立 細川村   | 明治39年7月1日 合併 七郷村             | 昭和31年4月1日 合併 南設楽郡鳳来町   | 鳳来町                                | 鳳来町                      | 平成17年10月1日 合併 新城市 | 新城市 |
| 八 名 郡     | 一色村         | 一色村         | 一色村          | 高岡村                     | 高岡村                         | 明治39年7月1日 合併 七郷村             | 昭和31年4月1日 合併 南設楽郡鳳来町   | 鳳来町                                | 鳳来町                      | 平成17年10月1日 合併 新城市 | 新城市 |
| 八 名 郡     | 巣山村         |                |                 | 高岡村                     | 高岡村                         | 明治39年7月1日 合併 七郷村             | 昭和31年4月1日 合併 南設楽郡鳳来町   | 鳳来町                                | 鳳来町                      | 平成17年10月1日 合併 新城市 | 新城市 |
| 南 設 楽 郡  | 長篠村         | 長篠村         | 長篠村          | 長篠村                     | 長篠村                         | 長篠村                                 | 昭和31年4月1日 合併 南設楽郡鳳来町   | 鳳来町                                | 鳳来町                      | 平成17年10月1日 合併 新城市 | 新城市 |
| 南 設 楽 郡  | 浅畑村         | 浅畑村         | 富栄村          | 長篠村                     | 長篠村                         | 長篠村                                 | 昭和31年4月1日 合併 南設楽郡鳳来町   | 鳳来町                                | 鳳来町                      | 平成17年10月1日 合併 新城市 | 新城市 |
| 南 設 楽 郡  | 下平村         |                | 富栄村          | 長篠村                     | 長篠村                         | 長篠村                                 | 昭和31年4月1日 合併 南設楽郡鳳来町   | 鳳来町                                | 鳳来町                      | 平成17年10月1日 合併 新城市 | 新城市 |
| 南 設 楽 郡  | 寺林村         |                | 富栄村          | 長篠村                     | 長篠村                         | 長篠村                                 | 昭和31年4月1日 合併 南設楽郡鳳来町   | 鳳来町                                | 鳳来町                      | 平成17年10月1日 合併 新城市 | 新城市 |
| 南 設 楽 郡  | 大峠村         |                | 富栄村          | 長篠村                     | 長篠村                         | 長篠村                                 | 昭和31年4月1日 合併 南設楽郡鳳来町   | 鳳来町                                | 鳳来町                      | 平成17年10月1日 合併 新城市 | 新城市 |
| 南 設 楽 郡  | 引地村         | 豊岡村         | 豊岡村          | 長篠村                     | 長篠村                         | 長篠村                                 | 昭和31年4月1日 合併 南設楽郡鳳来町   | 鳳来町                                | 鳳来町                      | 平成17年10月1日 合併 新城市 | 新城市 |
| 南 設 楽 郡  | 橋平村         | 豊岡村         | 豊岡村          | 長篠村                     | 長篠村                         | 長篠村                                 | 昭和31年4月1日 合併 南設楽郡鳳来町   | 鳳来町                                | 鳳来町                      | 平成17年10月1日 合併 新城市 | 新城市 |
| 南 設 楽 郡  | 湯谷村         | 豊岡村         | 豊岡村          | 長篠村                     | 長篠村                         | 長篠村                                 | 昭和31年4月1日 合併 南設楽郡鳳来町   | 鳳来町                                | 鳳来町                      | 平成17年10月1日 合併 新城市 | 新城市 |
| 南 設 楽 郡  | 柿平村         | 豊岡村         | 豊岡村          | 長篠村                     | 長篠村                         | 長篠村                                 | 昭和31年4月1日 合併 南設楽郡鳳来町   | 鳳来町                                | 鳳来町                      | 平成17年10月1日 合併 新城市 | 新城市 |
| 南 設 楽 郡  | 槙原新田       | 豊岡村         | 豊岡村          | 長篠村                     | 長篠村                         | 長篠村                                 | 昭和31年4月1日 合併 南設楽郡鳳来町   | 鳳来町                                | 鳳来町                      | 平成17年10月1日 合併 新城市 | 新城市 |
| 南 設 楽 郡  | 吉村           | 吉村           | 富保村          | 長篠村                     | 長篠村                         | 長篠村                                 | 昭和31年4月1日 合併 南設楽郡鳳来町   | 鳳来町                                | 鳳来町                      | 平成17年10月1日 合併 新城市 | 新城市 |
| 南 設 楽 郡  | 岡村           |                | 富保村          | 長篠村                     | 長篠村                         | 長篠村                                 | 昭和31年4月1日 合併 南設楽郡鳳来町   | 鳳来町                                | 鳳来町                      | 平成17年10月1日 合併 新城市 | 新城市 |
| 南 設 楽 郡  | 大草村         |                | 富保村          | 長篠村                     | 長篠村                         | 長篠村                                 | 昭和31年4月1日 合併 南設楽郡鳳来町   | 鳳来町                                | 鳳来町                      | 平成17年10月1日 合併 新城市 | 新城市 |
| 南 設 楽 郡  | 横山村         | 横山村         | 横川村          | 長篠村                     | 長篠村                         | 長篠村                                 | 昭和31年4月1日 合併 南設楽郡鳳来町   | 昭和31年9月30日 境界変更 新城町に編入 | 昭和33年11月1日 市制 新城市 | 平成17年10月1日 合併 新城市 | 新城市 |
| 南 設 楽 郡  | 滝川村         |                | 横川村          | 長篠村                     | 長篠村                         | 長篠村                                 | 昭和31年4月1日 合併 南設楽郡鳳来町   | 昭和31年9月30日 境界変更 新城町に編入 | 昭和33年11月1日 市制 新城市 | 平成17年10月1日 合併 新城市 | 新城市 |
| 南 設 楽 郡  | 布里村         | 布里村         | （七久保）      | 布里村                     | 布里村                         | 明治39年7月1日 合併 鳳来寺村           | 昭和31年4月1日 合併 南設楽郡鳳来町   | 昭和31年9月30日 境界変更 新城町に編入 | 昭和33年11月1日 市制 新城市 | 平成17年10月1日 合併 新城市 | 新城市 |
| 南 設 楽 郡  | 布里村         | 布里村         | （上記以外）    | 布里村                     | 布里村                         | 明治39年7月1日 合併 鳳来寺村           | 昭和31年4月1日 合併 南設楽郡鳳来町   | 鳳来町                                | 鳳来町                      | 平成17年10月1日 合併 新城市 | 新城市 |
| 南 設 楽 郡  | 塩平村         | 塩平村         | 玖老勢村        | 鳳来寺村                   | 鳳来寺村                       | 明治39年7月1日 合併 鳳来寺村           | 昭和31年4月1日 合併 南設楽郡鳳来町   | 鳳来町                                | 鳳来町                      | 平成17年10月1日 合併 新城市 | 新城市 |
| 南 設 楽 郡  | 塩平村         | 椎平新田       | 玖老勢村        | 鳳来寺村                   | 鳳来寺村                       | 明治39年7月1日 合併 鳳来寺村           | 昭和31年4月1日 合併 南設楽郡鳳来町   | 鳳来町                                | 鳳来町                      | 平成17年10月1日 合併 新城市 | 新城市 |
| 南 設 楽 郡  | 葛村           | 葛村           | 玖老勢村        | 鳳来寺村                   | 鳳来寺村                       | 明治39年7月1日 合併 鳳来寺村           | 昭和31年4月1日 合併 南設楽郡鳳来町   | 鳳来町                                | 鳳来町                      | 平成17年10月1日 合併 新城市 | 新城市 |
| 南 設 楽 郡  | 葛村           | 長楽新田       | 玖老勢村        | 鳳来寺村                   | 鳳来寺村                       | 明治39年7月1日 合併 鳳来寺村           | 昭和31年4月1日 合併 南設楽郡鳳来町   | 鳳来町                                | 鳳来町                      | 平成17年10月1日 合併 新城市 | 新城市 |
| 南 設 楽 郡  | 栃下村         |                | 玖老勢村        | 鳳来寺村                   | 鳳来寺村                       | 明治39年7月1日 合併 鳳来寺村           | 昭和31年4月1日 合併 南設楽郡鳳来町   | 鳳来町                                | 鳳来町                      | 平成17年10月1日 合併 新城市 | 新城市 |
| 南 設 楽 郡  | 塩谷村         |                | 玖老勢村        | 鳳来寺村                   | 鳳来寺村                       | 明治39年7月1日 合併 鳳来寺村           | 昭和31年4月1日 合併 南設楽郡鳳来町   | 鳳来町                                | 鳳来町                      | 平成17年10月1日 合併 新城市 | 新城市 |
| 南 設 楽 郡  | 門谷村         | 門谷村         | 門谷村          | 鳳来寺村                   | 鳳来寺村                       | 明治39年7月1日 合併 鳳来寺村           | 昭和31年4月1日 合併 南設楽郡鳳来町   | 鳳来町                                | 鳳来町                      | 平成17年10月1日 合併 新城市 | 新城市 |
| 南 設 楽 郡  | 黒谷村         | 門谷村         | 門谷村          | 鳳来寺村                   | 鳳来寺村                       | 明治39年7月1日 合併 鳳来寺村           | 昭和31年4月1日 合併 南設楽郡鳳来町   | 鳳来町                                | 鳳来町                      | 平成17年10月1日 合併 新城市 | 新城市 |
| 南 設 楽 郡  | 峯村           | 門谷村         | 門谷村          | 鳳来寺村                   | 鳳来寺村                       | 明治39年7月1日 合併 鳳来寺村           | 昭和31年4月1日 合併 南設楽郡鳳来町   | 鳳来町                                | 鳳来町                      | 平成17年10月1日 合併 新城市 | 新城市 |
| 南 設 楽 郡  | 田代村         | 門谷村         | 門谷村          | 鳳来寺村                   | 鳳来寺村                       | 明治39年7月1日 合併 鳳来寺村           | 昭和31年4月1日 合併 南設楽郡鳳来町   | 鳳来町                                | 鳳来町                      | 平成17年10月1日 合併 新城市 | 新城市 |
| 南 設 楽 郡  | 源氏村         | 源氏村         | 愛郷村          | 愛郷村                     | 愛郷村                         | 明治39年7月1日 合併 鳳来寺村           | 昭和31年4月1日 合併 南設楽郡鳳来町   | 鳳来町                                | 鳳来町                      | 平成17年10月1日 合併 新城市 | 新城市 |
| 南 設 楽 郡  | 島田村         |                | 愛郷村          | 愛郷村                     | 愛郷村                         | 明治39年7月1日 合併 鳳来寺村           | 昭和31年4月1日 合併 南設楽郡鳳来町   | 鳳来町                                | 鳳来町                      | 平成17年10月1日 合併 新城市 | 新城市 |
| 南 設 楽 郡  | 忍原村         |                | 愛郷村          | 愛郷村                     | 愛郷村                         | 明治39年7月1日 合併 鳳来寺村           | 昭和31年4月1日 合併 南設楽郡鳳来町   | 鳳来町                                | 鳳来町                      | 平成17年10月1日 合併 新城市 | 新城市 |
| 南 設 楽 郡  | 大輪村         |                | 愛郷村          | 愛郷村                     | 愛郷村                         | 明治39年7月1日 合併 鳳来寺村           | 昭和31年4月1日 合併 南設楽郡鳳来町   | 鳳来町                                | 鳳来町                      | 平成17年10月1日 合併 新城市 | 新城市 |
| 南 設 楽 郡  | 只持村         | 只持村         | 只持村          | 只持村                     | 只持村                         | 明治39年7月1日 合併 鳳来寺村           | 昭和31年4月1日 合併 南設楽郡鳳来町   | 鳳来町                                | 鳳来町                      | 平成17年10月1日 合併 新城市 | 新城市 |
| 南 設 楽 郡  | 一色村         | 一色村         | 一色村          | 一色村                     | 一色村                         | 明治39年7月1日 合併 鳳来寺村           | 昭和31年4月1日 合併 南設楽郡鳳来町   | 鳳来町                                | 鳳来町                      | 平成17年10月1日 合併 新城市 | 新城市 |
| 南 設 楽 郡  | 塩瀬村         | 塩瀬村         | 塩瀬村          | 塩瀬村                     | 塩瀬村                         | 明治39年7月1日 合併 鳳来寺村           | 昭和31年4月1日 合併 南設楽郡鳳来町   | 鳳来町                                | 鳳来町                      | 平成17年10月1日 合併 新城市 | 新城市 |
| 南 設 楽 郡  | 寺林村         | 寺林村         | 白鳥村          | 巴村                       | 巴村                           | 明治39年5月1日 合併 作手村             | 作手村                               | 作手村                                | 作手村                      | 平成17年10月1日 合併 新城市 | 新城市 |
| 南 設 楽 郡  | 相月村         |                | 白鳥村          | 巴村                       | 巴村                           | 明治39年5月1日 合併 作手村             | 作手村                               | 作手村                                | 作手村                      | 平成17年10月1日 合併 新城市 | 新城市 |
| 南 設 楽 郡  | 河合村         |                | 白鳥村          | 巴村                       | 巴村                           | 明治39年5月1日 合併 作手村             | 作手村                               | 作手村                                | 作手村                      | 平成17年10月1日 合併 新城市 | 新城市 |
| 南 設 楽 郡  | 野郷村         |                | 白鳥村          | 巴村                       | 巴村                           | 明治39年5月1日 合併 作手村             | 作手村                               | 作手村                                | 作手村                      | 平成17年10月1日 合併 新城市 | 新城市 |
| 南 設 楽 郡  | 須山村         | 須山村         | 清岳村          | 巴村                       | 巴村                           | 明治39年5月1日 合併 作手村             | 作手村                               | 作手村                                | 作手村                      | 平成17年10月1日 合併 新城市 | 新城市 |
| 南 設 楽 郡  | 市場村         |                | 清岳村          | 巴村                       | 巴村                           | 明治39年5月1日 合併 作手村             | 作手村                               | 作手村                                | 作手村                      | 平成17年10月1日 合併 新城市 | 新城市 |
| 南 設 楽 郡  | 北畑村         |                | 清岳村          | 巴村                       | 巴村                           | 明治39年5月1日 合併 作手村             | 作手村                               | 作手村                                | 作手村                      | 平成17年10月1日 合併 新城市 | 新城市 |
| 南 設 楽 郡  | 長者平村       | 長者平村       | 高里村          | 巴村                       | 巴村                           | 明治39年5月1日 合併 作手村             | 作手村                               | 作手村                                | 作手村                      | 平成17年10月1日 合併 新城市 | 新城市 |
| 南 設 楽 郡  | 川尻村         |                | 高里村          | 巴村                       | 巴村                           | 明治39年5月1日 合併 作手村             | 作手村                               | 作手村                                | 作手村                      | 平成17年10月1日 合併 新城市 | 新城市 |
| 南 設 楽 郡  | 草谷村         |                | 高里村          | 巴村                       | 巴村                           | 明治39年5月1日 合併 作手村             | 作手村                               | 作手村                                | 作手村                      | 平成17年10月1日 合併 新城市 | 新城市 |
| 南 設 楽 郡  | 鴨ケ谷村       | 鴨ケ谷村       | 鴨ケ谷村        | 巴村                       | 巴村                           | 明治39年5月1日 合併 作手村             | 作手村                               | 作手村                                | 作手村                      | 平成17年10月1日 合併 新城市 | 新城市 |
| 南 設 楽 郡  | 手洗所村       |                | 鴨ケ谷村        | 巴村                       | 巴村                           | 明治39年5月1日 合併 作手村             | 作手村                               | 作手村                                | 作手村                      | 平成17年10月1日 合併 新城市 | 新城市 |
| 南 設 楽 郡  | 岩波村         |                |                 | 巴村                       | 巴村                           | 明治39年5月1日 合併 作手村             | 作手村                               | 作手村                                | 作手村                      | 平成17年10月1日 合併 新城市 | 新城市 |
| 南 設 楽 郡  | 西田原村       | 西田原村       | 田原村          | 田原村                     | 田原村                         | 明治39年5月1日 合併 作手村             | 作手村                               | 作手村                                | 作手村                      | 平成17年10月1日 合併 新城市 | 新城市 |
| 南 設 楽 郡  | 東田原村       |                | 田原村          | 田原村                     | 田原村                         | 明治39年5月1日 合併 作手村             | 作手村                               | 作手村                                | 作手村                      | 平成17年10月1日 合併 新城市 | 新城市 |
| 南 設 楽 郡  | 黒瀬村         |                |                 | 田原村                     | 田原村                         | 明治39年5月1日 合併 作手村             | 作手村                               | 作手村                                | 作手村                      | 平成17年10月1日 合併 新城市 | 新城市 |
| 南 設 楽 郡  | 菅沼村         | 菅沼村         | 菅沼村          | 菅沼村                     | 菅沼村                         | 明治39年5月1日 合併 作手村             | 作手村                               | 作手村                                | 作手村                      | 平成17年10月1日 合併 新城市 | 新城市 |
| 南 設 楽 郡  | 御領村         | 御領村         | 守義村          | 菅沼村                     | 菅沼村                         | 明治39年5月1日 合併 作手村             | 作手村                               | 作手村                                | 作手村                      | 平成17年10月1日 合併 新城市 | 新城市 |
| 南 設 楽 郡  | 小田村         |                | 守義村          | 菅沼村                     | 菅沼村                         | 明治39年5月1日 合併 作手村             | 作手村                               | 作手村                                | 作手村                      | 平成17年10月1日 合併 新城市 | 新城市 |
| 南 設 楽 郡  | 道貝津村       |                | 守義村          | 菅沼村                     | 菅沼村                         | 明治39年5月1日 合併 作手村             | 作手村                               | 作手村                                | 作手村                      | 平成17年10月1日 合併 新城市 | 新城市 |
| 南 設 楽 郡  | 善夫村         |                |                 | 菅沼村                     | 菅沼村                         | 明治39年5月1日 合併 作手村             | 作手村                               | 作手村                                | 作手村                      | 平成17年10月1日 合併 新城市 | 新城市 |
| 南 設 楽 郡  | 木和田村       |                |                 | 菅沼村                     | 菅沼村                         | 明治39年5月1日 合併 作手村             | 作手村                               | 作手村                                | 作手村                      | 平成17年10月1日 合併 新城市 | 新城市 |
| 南 設 楽 郡  | 赤羽根村       | 赤羽根村       | 高松村          | 高松村                     | 高松村                         | 明治39年5月1日 合併 作手村             | 作手村                               | 作手村                                | 作手村                      | 平成17年10月1日 合併 新城市 | 新城市 |
| 南 設 楽 郡  | 弓木村         |                | 高松村          | 高松村                     | 高松村                         | 明治39年5月1日 合併 作手村             | 作手村                               | 作手村                                | 作手村                      | 平成17年10月1日 合併 新城市 | 新城市 |
| 南 設 楽 郡  | 川手村         |                | 高松村          | 高松村                     | 高松村                         | 明治39年5月1日 合併 作手村             | 作手村                               | 作手村                                | 作手村                      | 平成17年10月1日 合併 新城市 | 新城市 |
| 南 設 楽 郡  | 小林村         |                | 高松村          | 高松村                     | 高松村                         | 明治39年5月1日 合併 作手村             | 作手村                               | 作手村                                | 作手村                      | 平成17年10月1日 合併 新城市 | 新城市 |
| 南 設 楽 郡  | 杉平村         | 杉平村         | 杉平村          | 杉平村                     | 杉平村                         | 明治39年5月1日 合併 作手村             | 作手村                               | 作手村                                | 作手村                      | 平成17年10月1日 合併 新城市 | 新城市 |
| 南 設 楽 郡  | 田代村         | 田代村         | 田代村          | 田代村                     | 田代村                         | 明治39年5月1日 合併 作手村             | 作手村                               | 作手村                                | 作手村                      | 平成17年10月1日 合併 新城市 | 新城市 |
| 南 設 楽 郡  | 和田村         | 和田村         | 保永村          | 保永村                     | 保永村                         | 明治39年5月1日 合併 作手村             | 作手村                               | 作手村                                | 作手村                      | 平成17年10月1日 合併 新城市 | 新城市 |
| 南 設 楽 郡  | 見代村         |                | 保永村          | 保永村                     | 保永村                         | 明治39年5月1日 合併 作手村             | 作手村                               | 作手村                                | 作手村                      | 平成17年10月1日 合併 新城市 | 新城市 |
| 南 設 楽 郡  | 戸津呂村       |                | 保永村          | 保永村                     | 保永村                         | 明治39年5月1日 合併 作手村             | 作手村                               | 作手村                                | 作手村                      | 平成17年10月1日 合併 新城市 | 新城市 |
| 南 設 楽 郡  | 大和田村       | 大和田村       | 大和田村        | 大和田村                   | 大和田村                       | 明治39年5月1日 合併 作手村             | 作手村                               | 作手村                                | 作手村                      | 平成17年10月1日 合併 新城市 | 新城市 |
| 南 設 楽 郡  | 荒原村         | 荒原村         | 荒原村          | 荒原村                     | 荒原村                         | 明治39年5月1日 合併 作手村             | 作手村                               | 作手村                                | 作手村                      | 平成17年10月1日 合併 新城市 | 新城市 |
| 東 加 茂 郡  | 黒坂村（一部） | 黒坂村（一部） | 黒坂村（一部）  | 合併 下山村（一部）        | 下山村（一部）                 | 明治39年5月1日 合併 下山村（北中河内） | 昭和23年2月1日 南設楽郡作手村 に編入 | 作手村                                | 作手村                      | 平成17年10月1日 合併 新城市 | 新城市 |
| 東 加 茂 郡  | 羽布村（一部） | 羽布村（一部） | 羽布村（一部）  | 合併 富義村（一部）        | 富義村（一部）                 | 明治39年5月1日 合併 下山村（北中河内） | 昭和23年2月1日 南設楽郡作手村 に編入 | 作手村                                | 作手村                      | 平成17年10月1日 合併 新城市 | 新城市 |

## 行政

### 市長
- 市長：下江洋行（2021年11月13日就任）

| 代             | 氏名       | 就任日         | 退任日         | 備考       |
| 旧市           | 旧市       | 旧市           | 旧市           | 旧市       |
| -------------- | ---------- | -------------- | -------------- | ---------- |
| 初代           | 星川重助   | 1958年11月1日  | 1959年4月30日  |            |
| 2-5代          | 小野田辰雄 | 1959年5月1日   | 1975年4月30日  |            |
| 6-9代          | 近藤長一   | 1975年5月1日   | 1991年4月30日  |            |
| 10-13代        | 山本芳央   | 1991年5月1日   | 2005年9月30日  |            |
| 新市           |            |                |                |            |
| 市長職務執行者 | 齋藤善英   | 2005年10月1日  | 2005年11月13日 | 旧作手村長 |
| 初-4代         | 穂積亮次   | 2005年11月13日 | 2021年11月12日 | 旧鳳来町長 |
| 5代            | 下江洋行   | 2021年11月13日 | 現職           |            |

### 行政区域
- 行政区域は大字を基本とし、xx町の名称は町名として原則使用していない（但し、栄町、中町、本町、東新町の通称地名が存在）。なお、大字の呼称は旧新城市、旧鳳来町では発足時より削除している。
- 1955年までの旧新城町域に大字は設定されず、住所は新城市字xxとなる。
- 旧新城市域には区画整理による新地名（城北、緑ヶ丘、市場台）も存在する。
- 旧作手村域は、新城市作手xxとなった。
- 旧鳳来町域は、旧鳳来町の大字がそのまま新城市の大字となった。

### 愛知県施設
- 新城合同庁舎（字石名号）
  - 東三河総局 新城設楽振興事務所
  - 東三河県税事務所 新城駐在室
  - 新城設楽農林水産事務所 農業改良普及課新城駐在室
  - 東三河教育事務所 新城設楽支所
- 新城保健合同庁舎（字中野）
  - 新城保健所
  - 新城設楽福祉相談センター
- 新城設楽建設事務所（片山字西野畑）
- 新城設楽農林水産事務所 新城林務課（市役所に同居）
- 東部家畜保健衛生所 新城設楽支所（野田字上市場）
- 県有林事務所 鳳来業務課（門谷字鳳来寺）
- 森林・林業技術センター（上吉田字乙新多）

## 議会

### 市議会
新城市議会

### 県議会
2019年愛知県議会議員選挙
- 選挙区：新城市及び北設楽郡選挙区
- 定数：1人
- 投票日：2019年4月7日

| 候補者名 | 当落 | 年齢 | 党派名     | 新旧別 | 得票数 |
| -------- | ---- | ---- | ---------- | ------ | ------ |
| 峰野修   | 当   | 71   | 自由民主党 | 現     | 無投票 |

2015年愛知県議会議員選挙
- 選挙区：新城市及び北設楽郡選挙区
- 定数：1人
- 投票日：2015年4月12日
- 当日有権者数：49,160人[5]
- 投票率：58.55％[5]

| 候補者名 | 当落 | 年齢 | 党派名     | 新旧別 | 得票数   |
| -------- | ---- | ---- | ---------- | ------ | -------- |
| 峰野修   | 当   | 67   | 自由民主党 | 現     | 14,993票 |
| 山本拓哉 | 落   | 55   | 無所属     | 新     | 13,447票 |

### 衆議院
- 選挙区：愛知14区（豊川市、蒲郡市、新城市、額田郡、北設楽郡）
- 任期：2024年10月27日 - 2028年10月26日
- 投票日：2024年10月27日
- 当日有権者数：289,546人[6]
- 投票率：58.30％

| 当落 | 候補者名   | 年齢 | 所属党派   | 新旧別 | 得票数   | 重複 |
| ---- | ---------- | ---- | ---------- | ------ | -------- | ---- |
| 当   | 今枝宗一郎 | 40   | 自由民主党 | 前     | 90,334票 | ○    |
| 比当 | 大嶽理恵   | 47   | 立憲民主党 | 新     | 64,763票 | ○    |
|      | 浅尾大輔   | 54   | 日本共産党 | 新     | 9,970票  |      |

## 国家機関

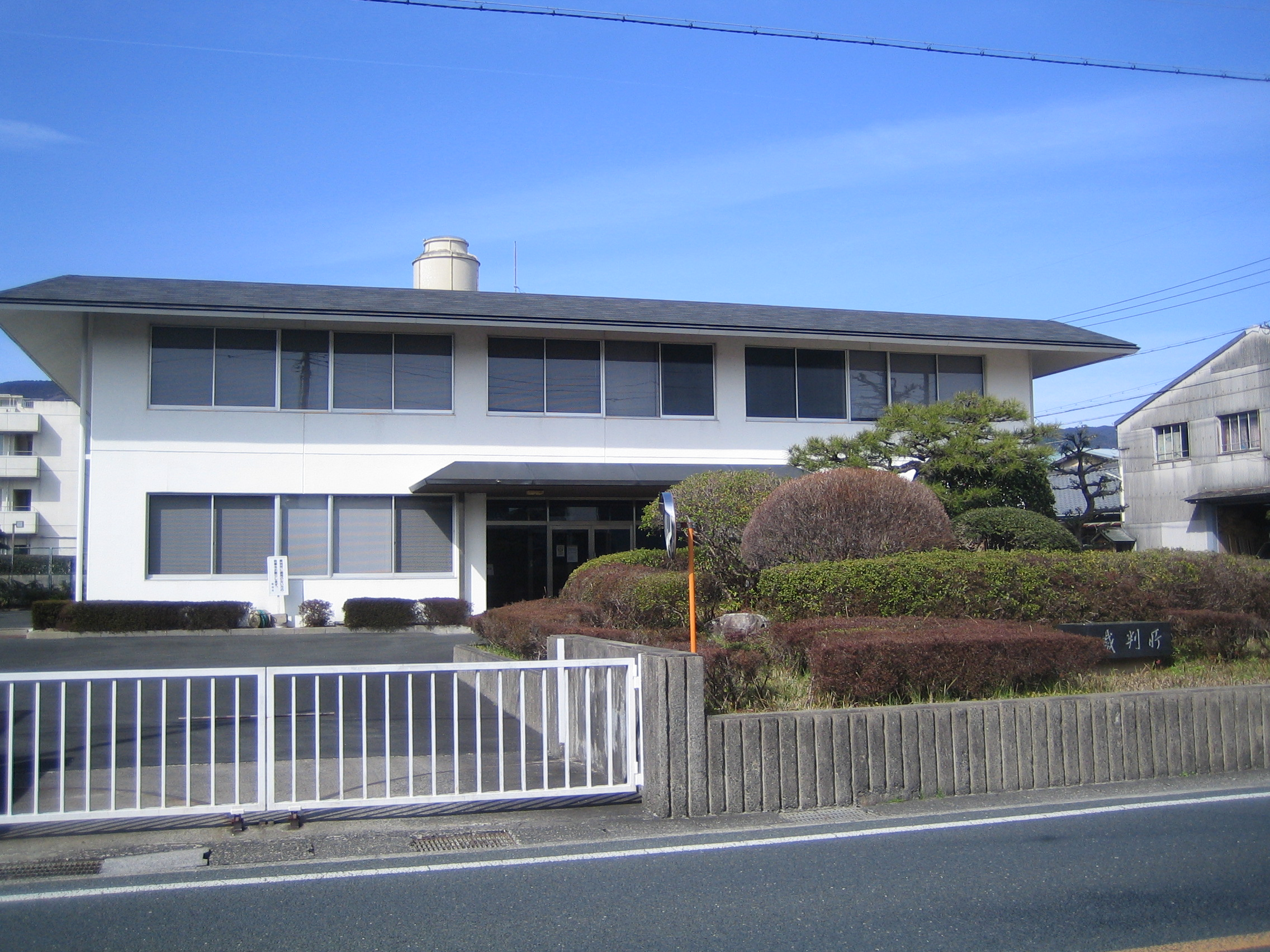
新城簡易裁判所

### 厚生労働省
- 愛知労働局
  - 新城公共職業安定所

### 国土交通省
- 中部地方整備局
  - 設楽ダム工事事務所

### 財務省
- 新城税務署

### 農林水産省
林野庁
- 中部森林管理局 愛知森林管理事務所

### 法務省
- 名古屋法務局
  - 新城支局
- 名古屋地方検察庁
  - 新城区検察庁

### 裁判所
- 新城簡易裁判所

## 施設

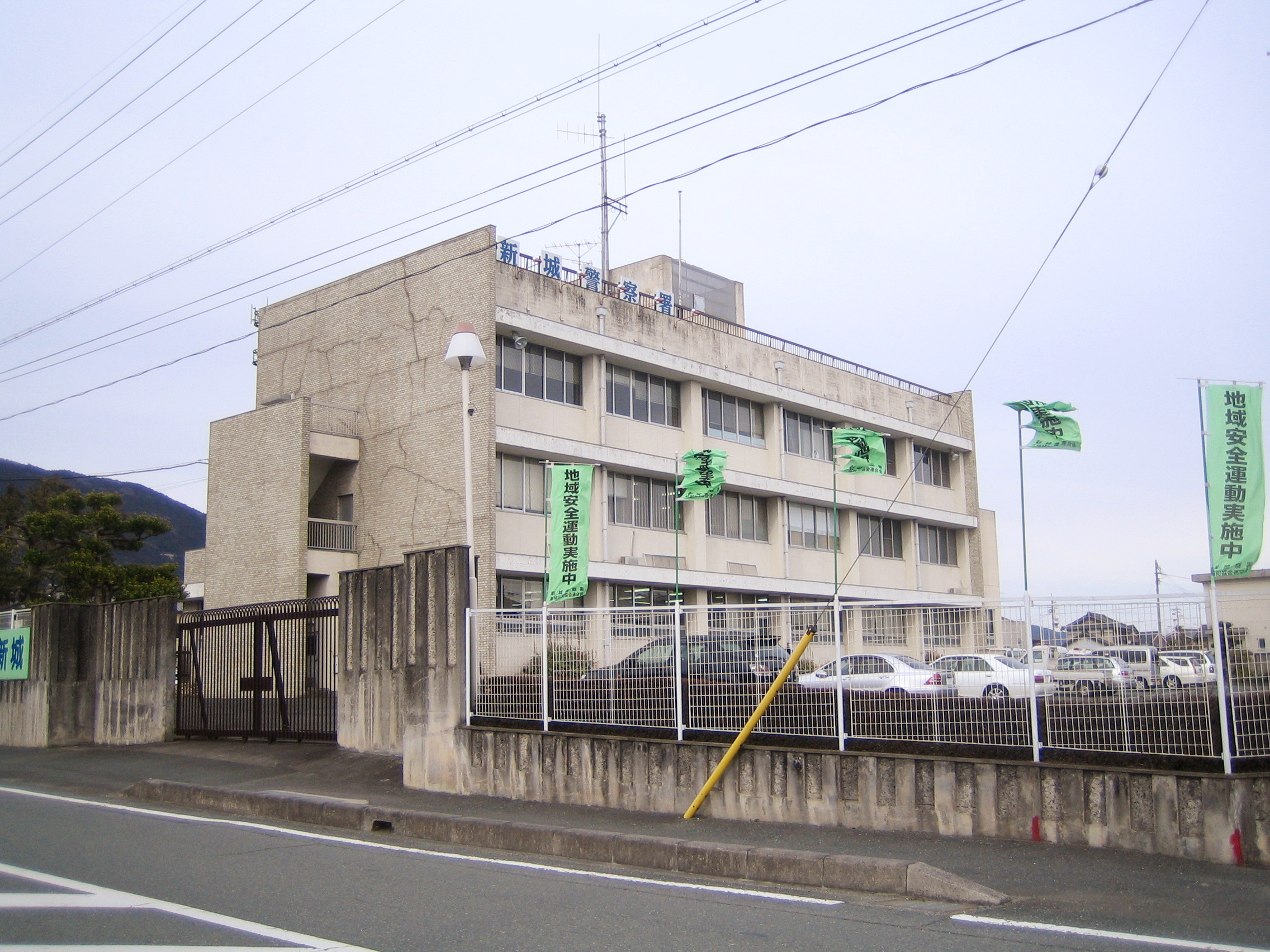
新城警察署

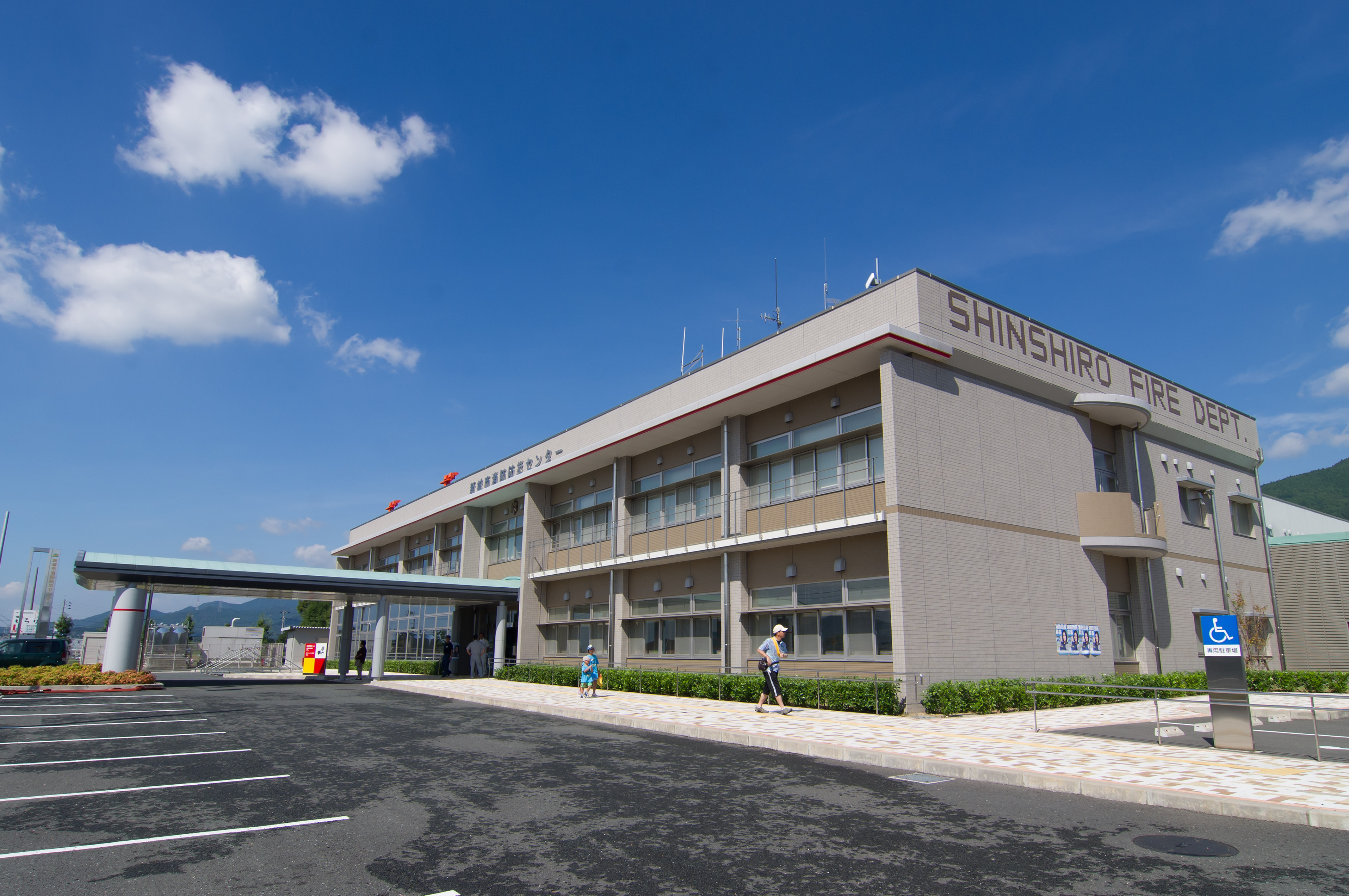
新城市消防本部

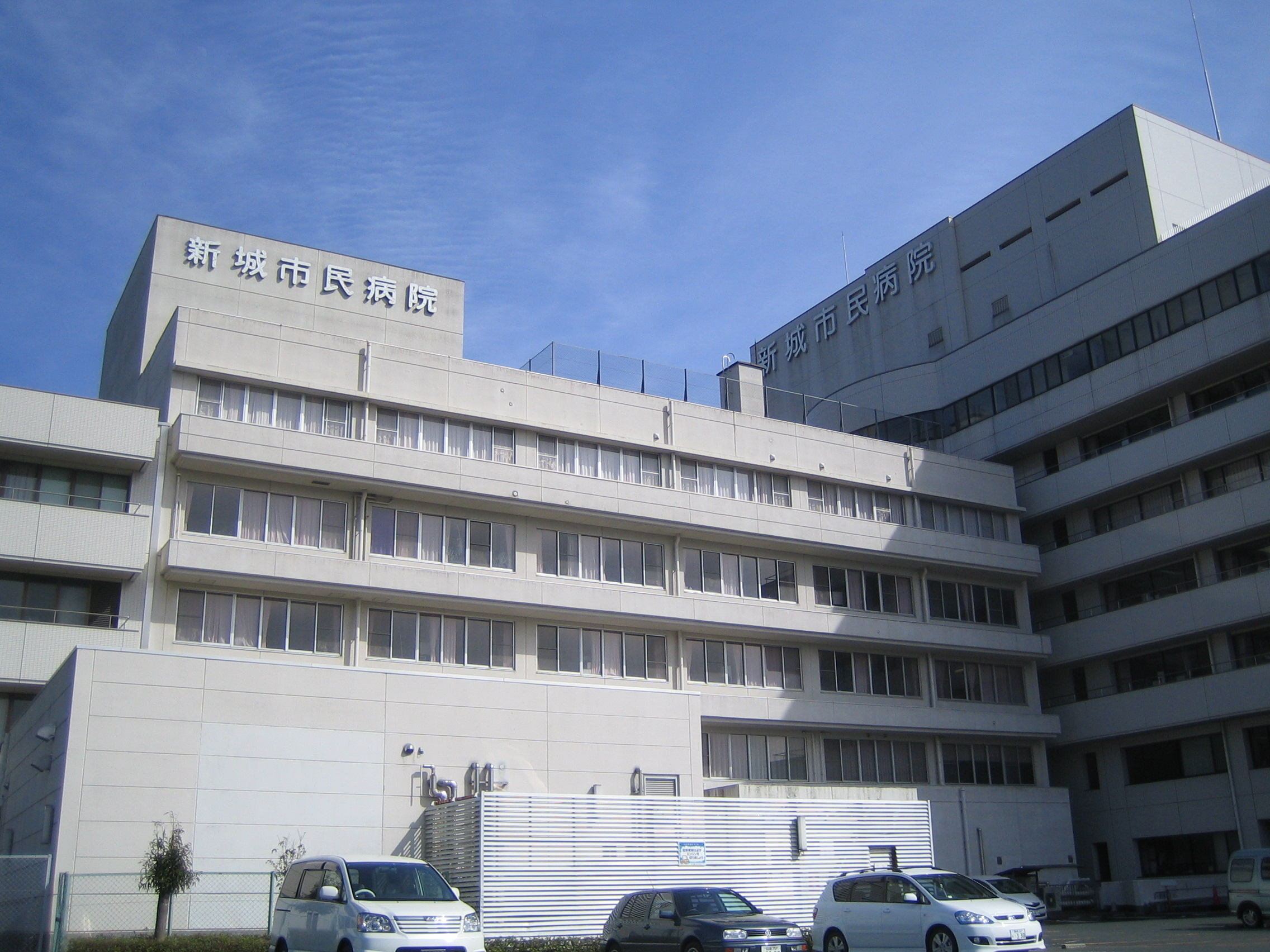
新城市民病院

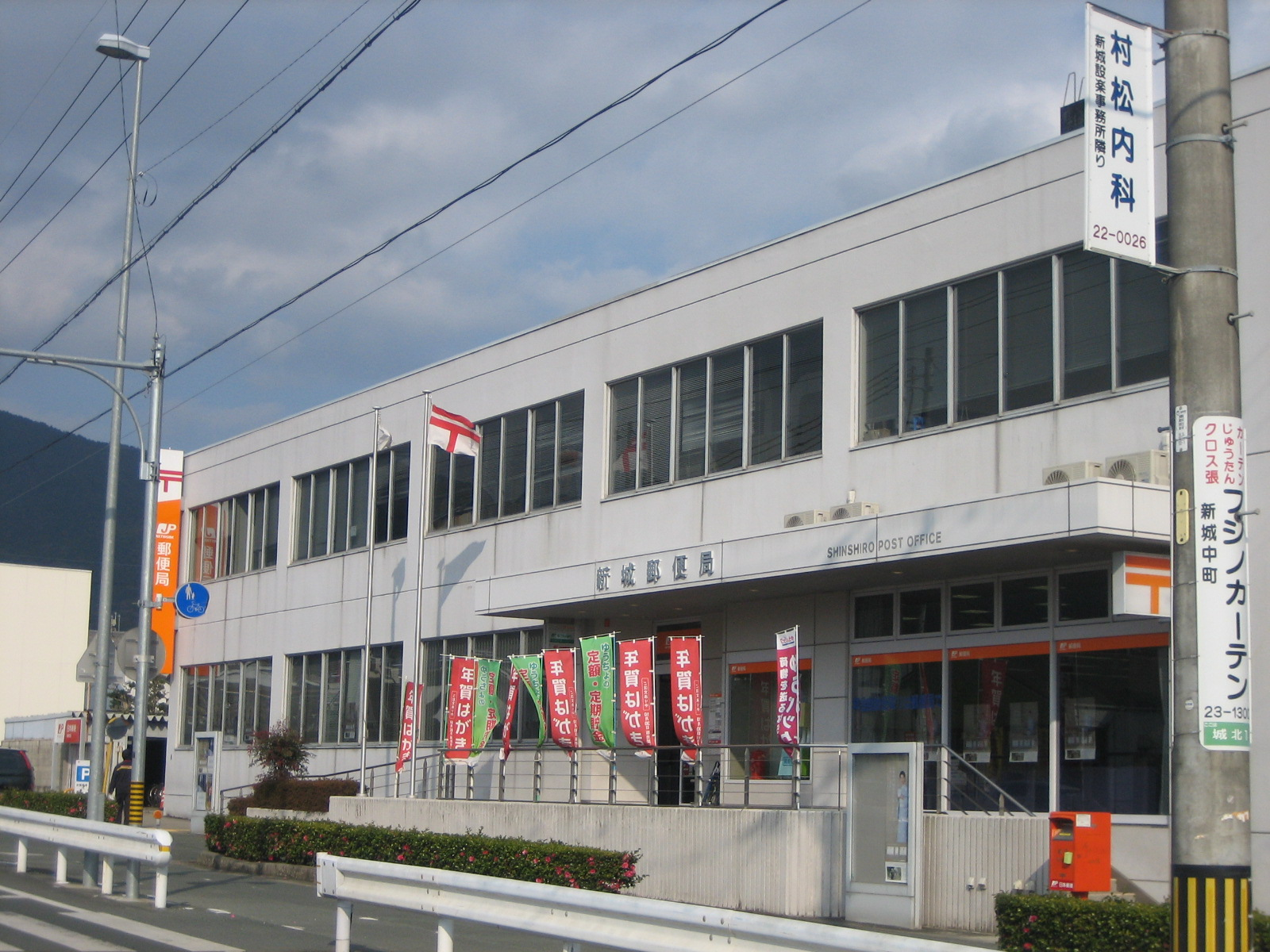
新城郵便局

### 警察
- 新城警察署

交番
- 新城駅前交番（字宮ノ西）

駐在所
- 大海警察官駐在所（大海）
- 川路警察官駐在所（竹広）
- 日吉警察官駐在所（日吉）
- 富岡警察官駐在所（富岡）
- 一鍬田警察官駐在所（一鍬田）
- 豊島警察官駐在所（豊島）
- 野田警察官駐在所（野田）
- 平井警察官駐在所（平井）
- 能登瀬警察官駐在所（能登瀬）
- 大野警察官駐在所（大野）
- 山吉田警察官駐在所（下吉田）
- 長篠警察官駐在所（長篠）
- 玖老勢警察官駐在所（玖老勢）
- 鳳来西警察官駐在所（只持）
- 海老警察官駐在所（海老）
- 高里警察官駐在所（作手高里）
- 戸津呂警察官駐在所（作手保永）

### 消防
本部
- 新城市消防本部

分署
- 設楽分署：北設楽郡設楽町田口字ヒロカイツ48-2・49-2合併地
- 東栄分署：北設楽郡東栄町大字三輪字上奈根68

出張所
- 鳳来出張所：門谷字万寿3-20
- 作手出張所：作手高里字縄手上38-1
- 豊根分遣所：北設楽郡豊根村下黒川字蕨平2
- 津具分遣所：北設楽郡設楽町津具字下川原6-1
- 富山駐在所：北設楽郡豊根村富山字大谷下31

### 医療
主な病院
- 新城市民病院
  - 新城市民病院が医師不足のため救急医療を夜間中止し、豊川市民病院、豊橋市民病院、県外の浜松市の聖隷三方原病院に依存している。現在[いつ?]市民病院改革委員会を作り立て直している。

### 郵便
主な集配局
- 新城郵便局-合併以前の新城市域全域及び南設楽郡鳳来町のうち、横川の集配業務。
- 作手郵便局-合併以前の南設楽郡作手村域全域の集配業務。
- 長篠郵便局-合併以前の南設楽郡鳳来町のうち、横川を除く全域の集配業務。

### 図書館
- 新城図書館
  - 図書館の開館前には新城中央公民館図書資料室があった。1987年5月8日にふるさと情報館の一部に新城図書館が開館。2006年度には指定管理者制度を導入して新城総合サービスセンターが管理運営（その後しんしろ施設管理センターに改称）にあたり、2007年4月1日には月曜休館をとりやめて週7日開館とした。2013年度には新城市の直営に変更した。2015年1月には公衆無線LANのフリースポットを設置した。延床面積は2,020.32m2。2014年度の蔵書冊数は161,267冊、貸出冊数は165,604冊、1人あたり貸出点数は2.4冊。[7]。

### 多目的ホール
- 新城地域文化広場
  - 新城文化会館

## 対外関係

### 姉妹都市･提携都市

#### 海外
姉妹都市
| 国名           | 地域             | 名称             | 年                         |
| -------------- | ---------------- | ---------------- | -------------------------- |
| アメリカ合衆国 | ペンシルベニア州 | ニューキャッスル | 1998年（平成10年）11月12日 |
| スイス連邦     | ヌーシャテル州   | ヌーシャテル     | 2005年（平成17年）4月14日  |

世界新城サミット
市制40周年を迎えた1998年に、新城市の呼びかけで、世界各地の「新しい城」という意味の名をもつ地方都市の代表が新城市に集まり「世界新城サミット」が開催された。これを契機として各都市間の市民交流も行われた。サミットは隔年で開催されていたが、2008年の第6回サミットが最後となった。イギリス連合王国のニューカッスル・アポン・タインが中心となって活動している「世界新城アライアンス加盟都市」に加盟している。
| 国名                            | 地域                                        | 名称                             | 備考          |
| ------------------------------- | ------------------------------------------- | -------------------------------- | ------------- |
| 日本国                          | 中部地方 愛知県                             | 新城市                           | 第1回開催地   |
| スイス連邦                      | ヌーシャテル州 ヌーシャテル郡               | ヌーシャテル                     | 第2回開催地   |
| アメリカ合衆国                  | ペンシルベニア州 ローレンス郡               | ニューキャッスル                 | 第3回開催地   |
| アメリカ合衆国                  | インディアナ州 ヘンリー郡                   | ニューキャッスル                 | 第3回開催地   |
| 南アフリカ共和国                | クワズール・ナタール州 アマジュバ郡         | ニューカッスル                   | 第4回開催地   |
| イギリス連合王国 イングランド国 | ミッドランド西部地方 スタッフォードシャー州 | ニューカッスル・アンダー・ライム | 第5回開催地   |
| ドイツ連邦共和国                | バイエルン州 オーバーバイエルン県           | ノイブルク・アン・デア・ドナウ   | 第6回開催地   |
| フランス共和国                  | ロレーヌ地方 ヴォージュ県                   | ヌフシャトー                     | 第1回のみ参加 |
| イギリス連合王国 イングランド国 | 北東イングランド地方 タインアンドウィア州   | ニューカッスル・アポン・タイン   | 第3回以降参加 |

世界新城アライアンス加盟都市
1. ニューカッスル・アンダー・ライム（イギリス連合王国スタッフォードシャー州）
2. ニューカッスル・アポン・タイン（イギリス連合王国タイン・アンド・ウィア州）
3. ヌフシャトー（フランス共和国ヴォージュ県）
4. ノイブルク・アン・デア・ドナウ（ドイツ連邦共和国バイエルン州）
5. ヌーシャテル（スイス連邦ヌーシャテル州）
6. ノヴェフラディ（チェコ共和国ボヘミア地方南ボヘミア州）
7. ヤンピルス市（ラトビア共和国ゼムガレ地方）
8. アハルツィヘ（グルジア共和国サムツヘ･ジャヴァヘティ州）
9. ニューカッスル（南アフリカ共和国クワズール・ナタール州）
10. コタバル（マレーシア連邦クランタン州）
11. ニューカッスル（オーストラリア連邦ニューサウスウェールズ州）
12. ニューキャッスル地区（カナダ連邦オンタリオ州クラリントン）
13. ニューキャッスル（アメリカ合衆国インディアナ州）
14. ニューキャッスル（アメリカ合衆国ペンシルベニア州）
15. ナイボルグ市（デンマーク王国南デンマーク地方）
16. ノヴェザムキー（スロバキア共和国ニトラ県）
17. 新城市（日本国愛知県）
18. ノヴェー・ザームキ（スロバキア共和国ニトラ県）
19. ヘルツェグ・ノヴィ（モンテネグロ共和国）

フレンドシップ相手国
2005年に開催された愛知万博では「一市町村一国フレンドシップ事業」が行われ、名古屋市を除く愛知県内の市町村は120の万博公式参加国をそれぞれフレンドシップ相手国として迎え入れた。
- アルメニア共和国
- エチオピア連邦民主共和国
- スイス連邦

#### 国内
提携都市
- 大府市(愛知県)
1980年 旧作手村と都市間交流締結。
- 武豊町(愛知県知多郡)
1984年 旧作手村が友好町村提携締結。2005年10月1日に新城市が友好都市提携継承[13]。

その他
- TASKIプロジェクト（中部環境先進5市サミット）
Tajimi（岐阜県多治見市）
Anjo（愛知県安城市）
Shinshiro（愛知県新城市）
Kakegawa（静岡県掛川市）
Iida（長野県飯田市）
の5都市の頭文字から｢TASKIプロジェクト｣と呼ばれる。中部地方での先進的な環境対策を取り組んでいく。

## 経済

### 第一次産業

#### 農業
豊川にそって平地が広がり川沿いに田や畑が開かれている。農業生産額でみると、鶏（採卵用）が多く、続いて野菜・米・果物の順になっている。また、新城市で生産された茶は「三河しんしろ茶」として市場に出回っている。新城市八名地区で作られるさといもに「八名丸」というものがあり、名古屋や豊橋に出荷されている。

### 第二次産業

#### 工業

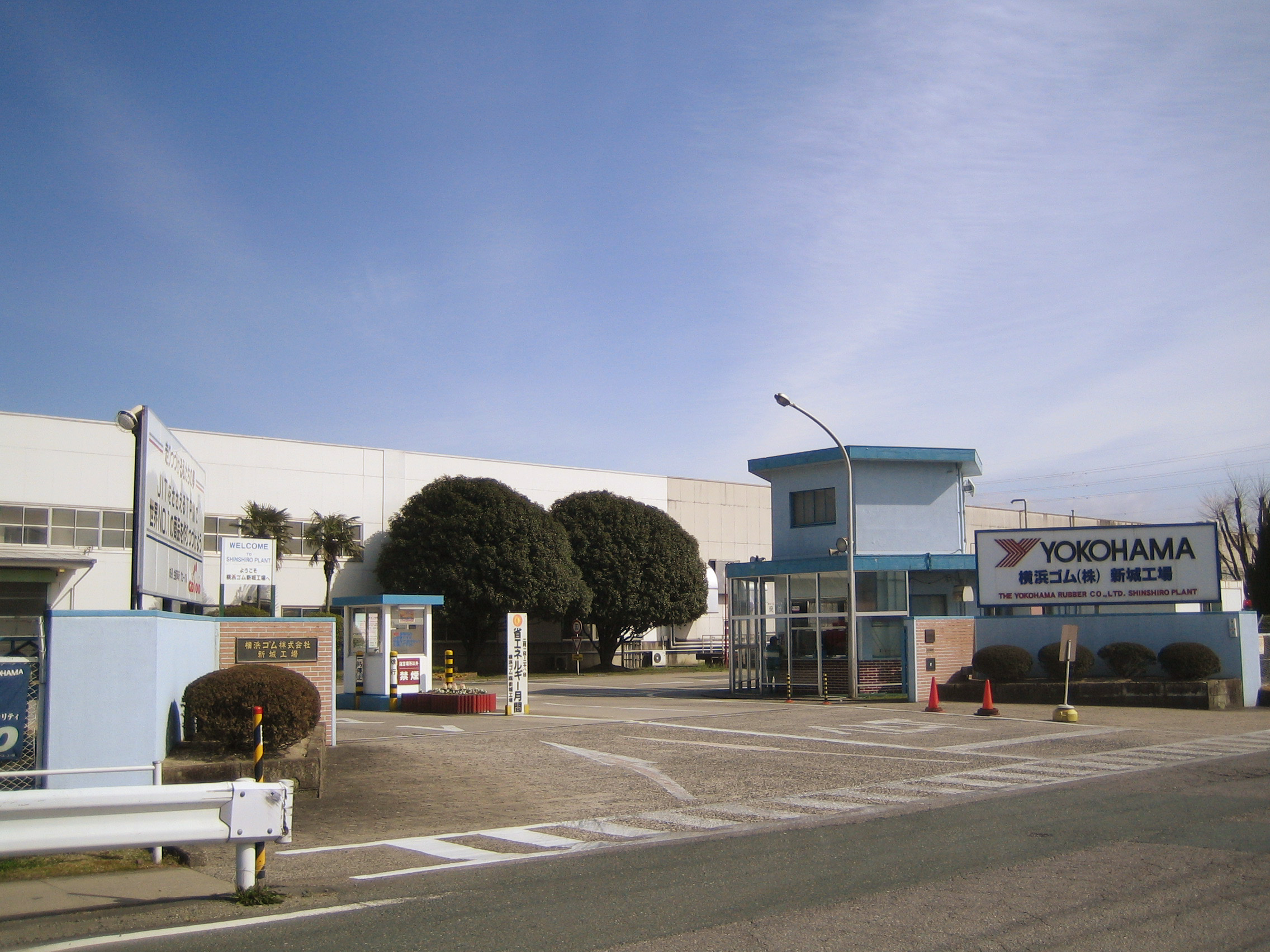
横浜ゴム新城工場

旧新城市域では戦後になって工業団地を多数造成し、農業中心の産業構造から転換して急成長した。1959年には市議会で工場誘致条例を制定し、愛知県の協力を得て条件の整った工業団地を造成した。
- 横浜ゴム 新城工場・新城南工場 - 乗用車用タイヤの主力工場
  - 同・新城物流センター - 新城南工場に隣接する、タイヤの物流拠点
- トンボ鉛筆 生産開発センター（旧：新城工場） - 鉛筆・ボールペンの主力工場
- 三菱電機 新城工場 - 小型～中型モーターの製造工場
- バルカーメタルテクノロジー  - 真空関連部品工場
- 西日本電線 新城工場
- 瀧川オブラート - 袋型オブラートシェア90%の有力企業
- オーエスジー 新城工場・八名工場
- 本多プラス - プラスチック成形メーカー

### 第三次産業

#### 商業
旧新城市部はJR飯田線新城駅周辺、旧鳳来町部は三河大野駅周辺を中心に商店街が形成されていたが、近年は国道151号線新城バイパス沿いに多くの店舗が進出している。
2010年からは毎月第4日曜日の午前中、新城中央通り（旧国道151号）に軽トラックによる特産品の即席販売市「しんしろのんほいルロット」が開催されており、開催日には買い物客で賑わう。「ルロット」とはタヒチ島・パペーテにある軽トラックによる屋台レストラン広場のこと。

## 情報通信

### マスメディア

#### 放送局
ラジオ放送
NHK名古屋放送局と東海ラジオ放送、CBCラジオが市内各所に中継局を設置している。
- NHK名古屋ラジオ第1
  - 1026 kHz 100W
- 東海ラジオ放送
  - 1332 kHz 100W(名古屋本局と同じ）
- CBCラジオ
  - 1557 kHz 100W

#### 中継局
- 新城ラジオ中継局
- 鳳来大野テレビ中継局

### 電信電話
NTT西日本 名古屋支店
- 市外局番は0536（新城MA）が用いられる。
  - なお、同じ市外局番（0536）であっても、北設楽郡設楽町・東栄町・豊根村とはMAが違うため、それらの地域にかける場合は市外局番をダイヤルする必要がある。

## 教育
1999年には新城市が用地を造成して提供する公設民営方式によって、学校法人尾張学園の愛知新城大谷大学短期大学部が開学した。2004年には4年制大学の愛知新城大谷大学も開学したが、2009年度を最後に募集を停止し、2013年3月に閉学した。

### 専門学校
私立
- 穂の香看護専門学校

### 高等学校
県立
- 新城有教館高等学校（2019年4月開校、2020年度は新城高校、新城東高校と併設）
  - 作手校舎

私立
- 黄柳野高等学校

### 中学校
全て市立
- 新城中学校
- 千郷中学校
- 東郷中学校
- 八名中学校
- 鳳来中学校
- 作手中学校

### 小学校
全て市立
| - 新城小学校 - 千郷小学校 - 東郷西小学校 - 東郷東小学校 - 舟着小学校 - 八名小学校 - 庭野小学校 | - 鳳来中部小学校 - 鳳来寺小学校 - 黄柳川小学校 - 東陽小学校 - 鳳来東小学校 - 作手小学校 |

### こども園
| - 新城こども園 - 城北こども園 - 千郷東こども園 - 千郷中こども園 - 千郷西こども園 - 東郷東こども園 - 東郷中こども園 - 東郷西こども園 | - 舟着こども園 - 八名こども園 - 長篠こども園 - 鳳来こども園 - 山吉田こども園 - 大野こども園 - 作手こども園 |

## 交通

### 鉄道
東海旅客鉄道（JR東海）

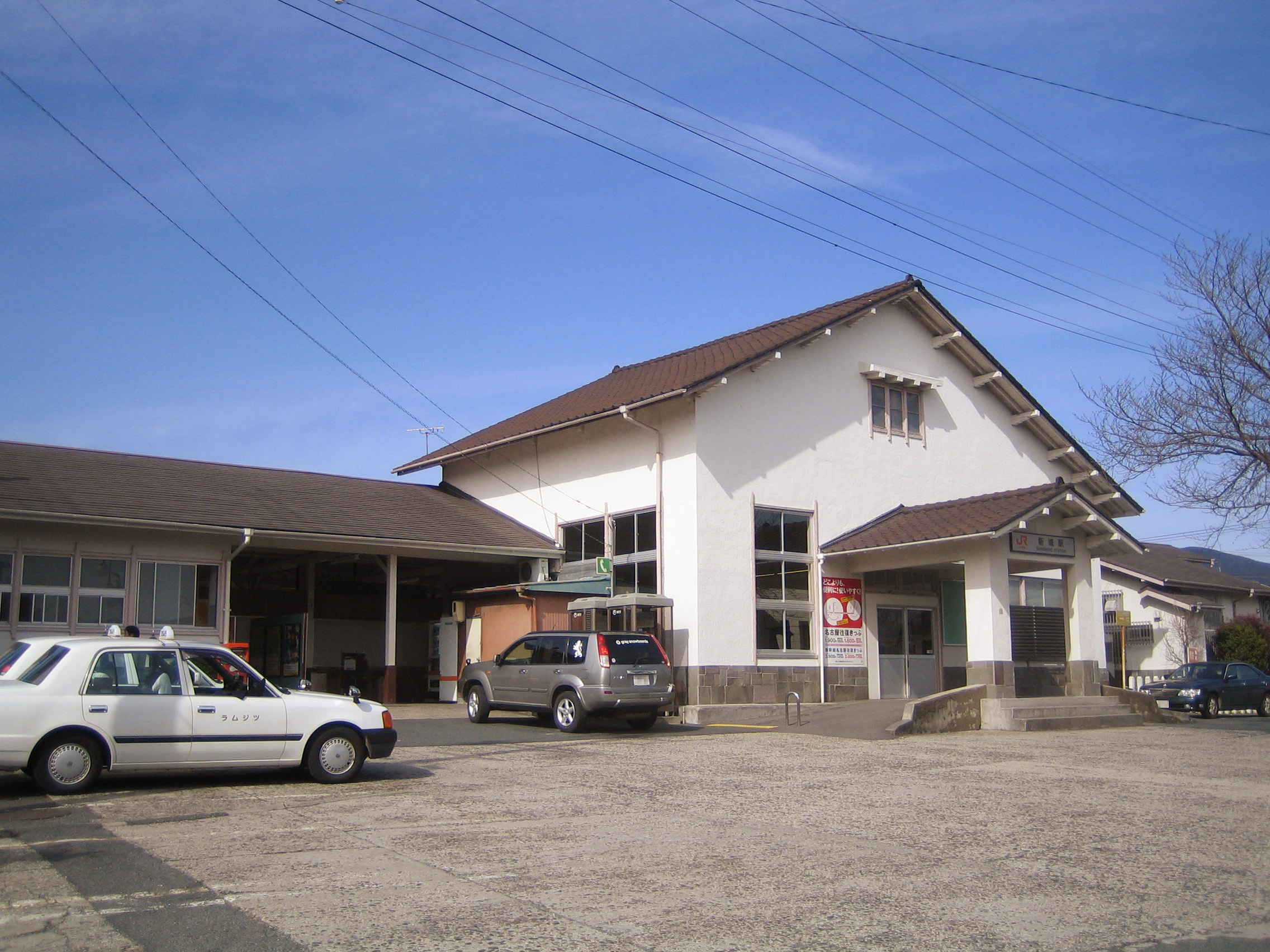
新城駅

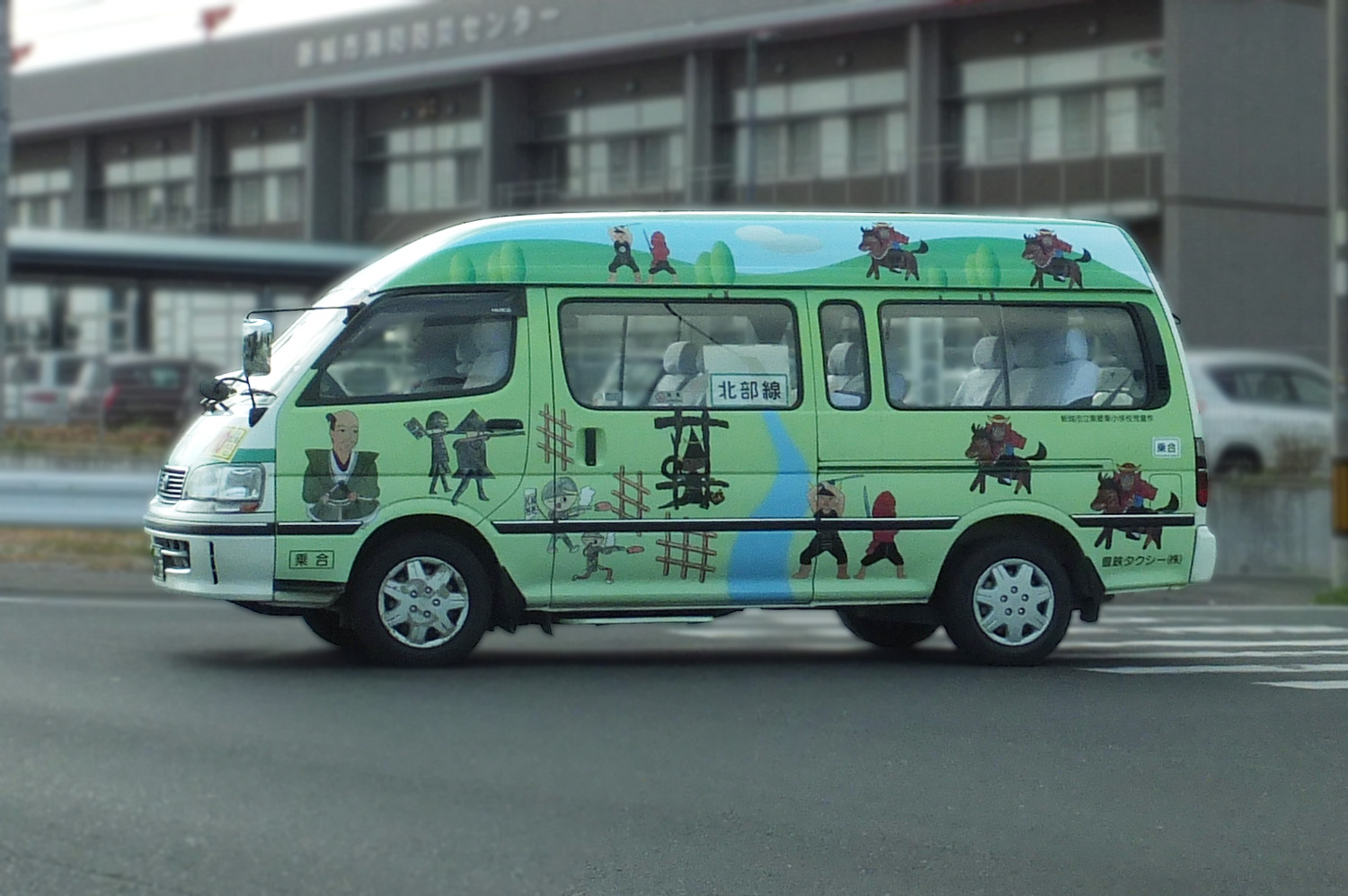
新城市Sバス（旧新城市営バス）

CD 飯田線 ：野田城駅 - 新城駅 - 東新町駅 - 茶臼山駅 - 三河東郷駅 - 大海駅 - 鳥居駅 - 長篠城駅 - 本長篠駅 - 三河大野駅 - 湯谷温泉駅 - 三河槙原駅 - 柿平駅 - 三河川合駅 - 池場駅
- 中心となる駅：新城駅
- 本長篠駅からは、1968年まで豊橋鉄道田口線が設楽町田口へ通じていた。

### バス

#### 路線バス
豊鉄バス
- 新豊線（豊橋駅前 - 新城市民病院 - 中町 - 東新町 - 旧新城東高校～新城富永）
- 田口新城線（新城市民病院 - 中町 - 新城警察署 / 新城有教館高校 - 富沢 - 八束穂 - 長篠駅前 - 鳳来寺～田口（設楽町））
- 山の湊号（亀姫通・新城駅南） - 新城市役所 - 川路 - 藤が丘駅 - 長久手古戦場駅）※新城市からの運行委託

新城市Sバス
- 中宇利線
- 吉川市川線
- 作手線
- 北部線
- 西部線
- 秋葉七滝線
- 長篠山吉田線
- 布里田峰線
- 塩瀬線
- 守義線（通学時間帯以外はデマンド運行）
- つくでバス（デマンド運行）

東名ハイウェイバス
- 豊橋北バスストップ（豊橋市）

グラン昼特急号、青春昼特急号
- 新城（道の駅もっくる新城）バス停

### 道路

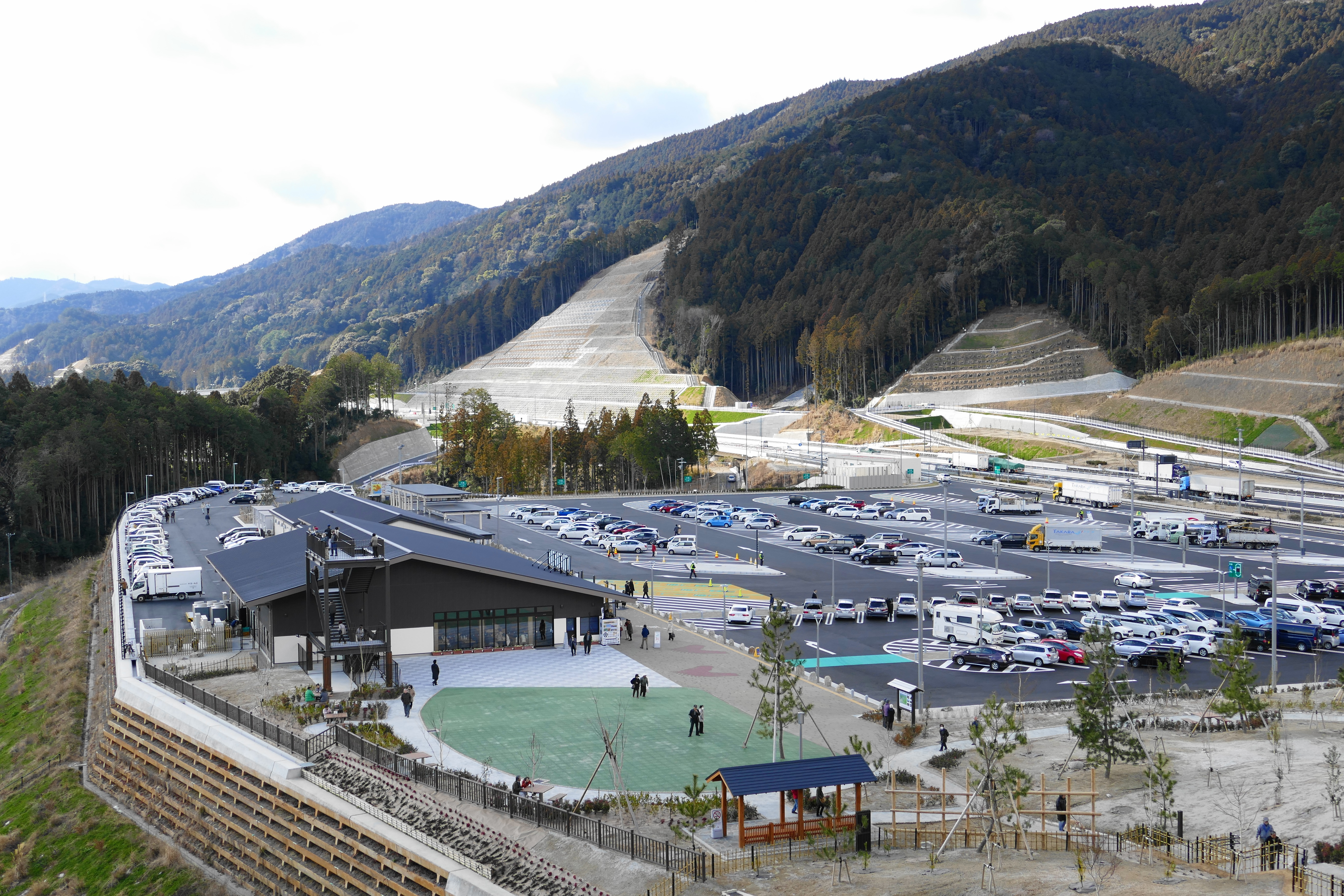
長篠設楽原PA

未成の一般県道が多い中、新城バイパスは整備が進んでいる。
2016年2月13日、市北部に新東名高速道路が開通し、市内八束穂に新城ICが設置された。市内最大の温泉郷「湯谷温泉」へのアクセスの向上が期待される。また同ICの西約2kmには長篠設楽原PAが設置された。
2012年3月4日に、市内名号に三遠南信自動車道の鳳来峡ICが供用開始した。新東名高速道路方面へのアクセスが可能である。
なお、市南部の富岡に東名高速道路が通っており、新城PAが位置するが、東名高速を利用する場合には、新東名の新城ICから静岡県経由もしくは豊川ICからの利用となる。

#### 高速道路
- 新東名高速道路
  - （浜松市浜名区）- (16)新城IC - (PA)長篠設楽原PA -（岡崎市）
- 三遠南信自動車道
  - （浜松市浜名区）- 鳳来峡IC -（北設楽郡東栄町）
- 東名高速道路
  - （浜松市浜名区）- (PA)新城PA - （豊橋市） - （豊川市）

#### 国道
- 国道151号
- 国道257号
- 国道301号
- 国道420号（大半が国道257号と重複だが、北東部に単独区間が存在。）
- 国道474号

#### 県道
主要地方道
- 愛知県道21号豊川新城線
- 愛知県道32号長篠東栄線
- 愛知県道35号岡崎設楽線
- 愛知県道37号岡崎作手清岳線
- 愛知県道69号豊橋乗本線
- 愛知県道81号豊橋下吉田線

一般県道
| - 愛知県道337号作手菅沼平瀬線 - 愛知県道363号作手善夫大沼線 - 愛知県道389号富栄設楽線 - 愛知県道392号新城引佐線 - 愛知県道424号振草三河川合停車場線 - 愛知県道434号愛知県民の森線 - 愛知県道435号作手保永海老線 - 愛知県道436号作手清岳玖老勢線 - 愛知県道437号作手清岳新城線（未成区間あり） - 愛知県道438号布里新城線（未成区間あり） | - 愛知県道439号能登瀬新城線 - 愛知県道441号鳳来寺山公園線 - 愛知県道442号鳳来佐久間線 - 愛知県道443号富岡大海線（未成区間あり） - 愛知県道444号東新町停車場線 - 愛知県道445号鳳来三ヶ日線 - 愛知県道446号新城停車場線 - 静岡県道298号・愛知県道505号渋川鳳来線 - 愛知県道519号七郷一色名号線 - 愛知県道524号門谷豊岡線 - 愛知県道526号本宮山作手保永線 - 愛知県道527号本宮山作手白鳥線 |

### 道の駅
- つくで手作り村
- 鳳来三河三石
- もっくる新城

## 観光

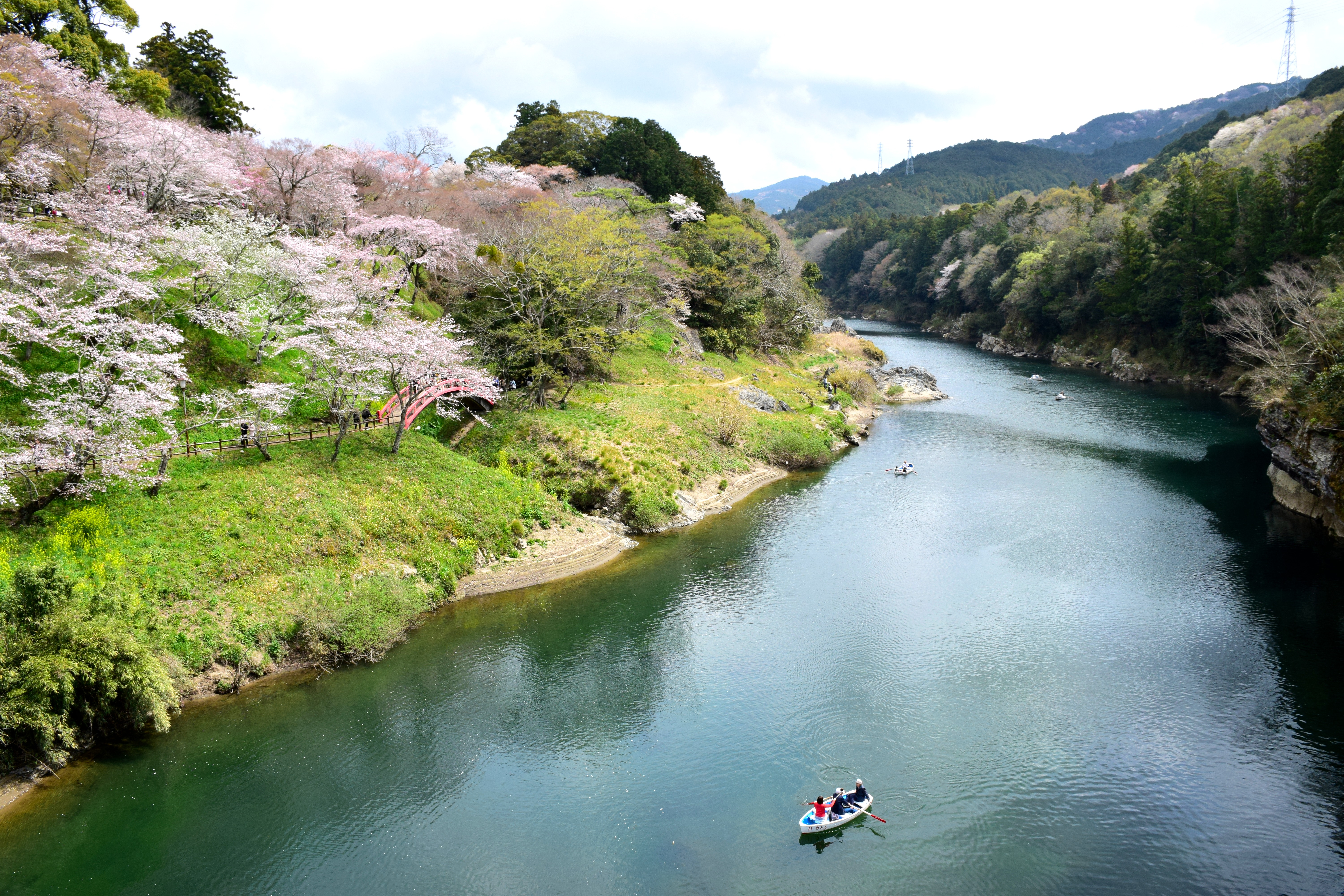
桜淵公園

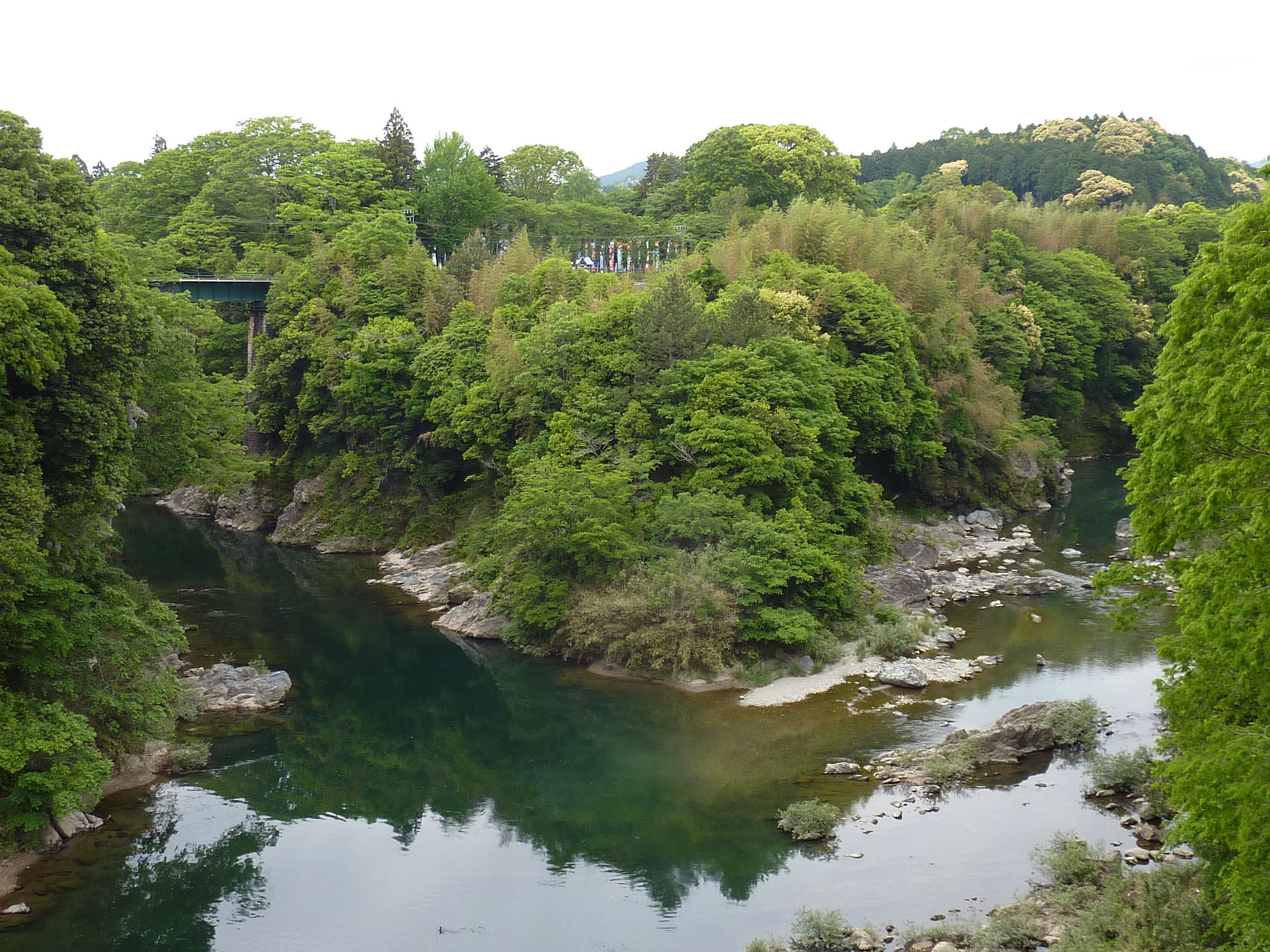
長篠城趾

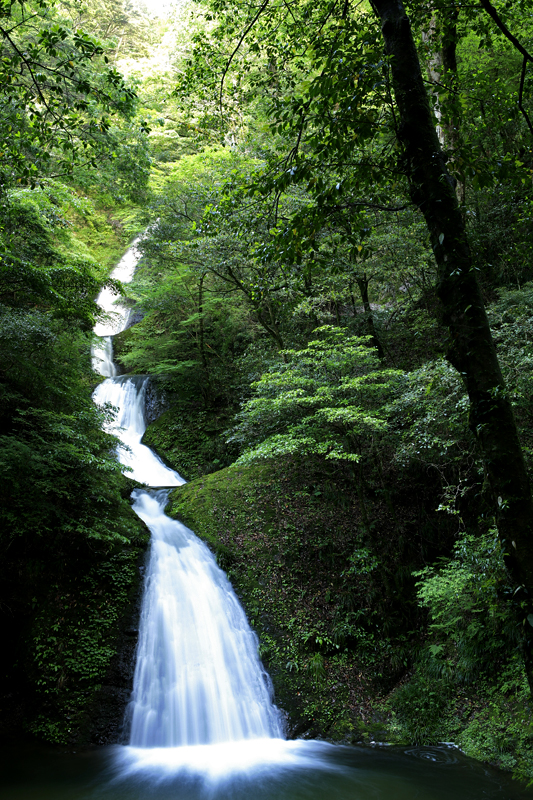
阿寺の七滝

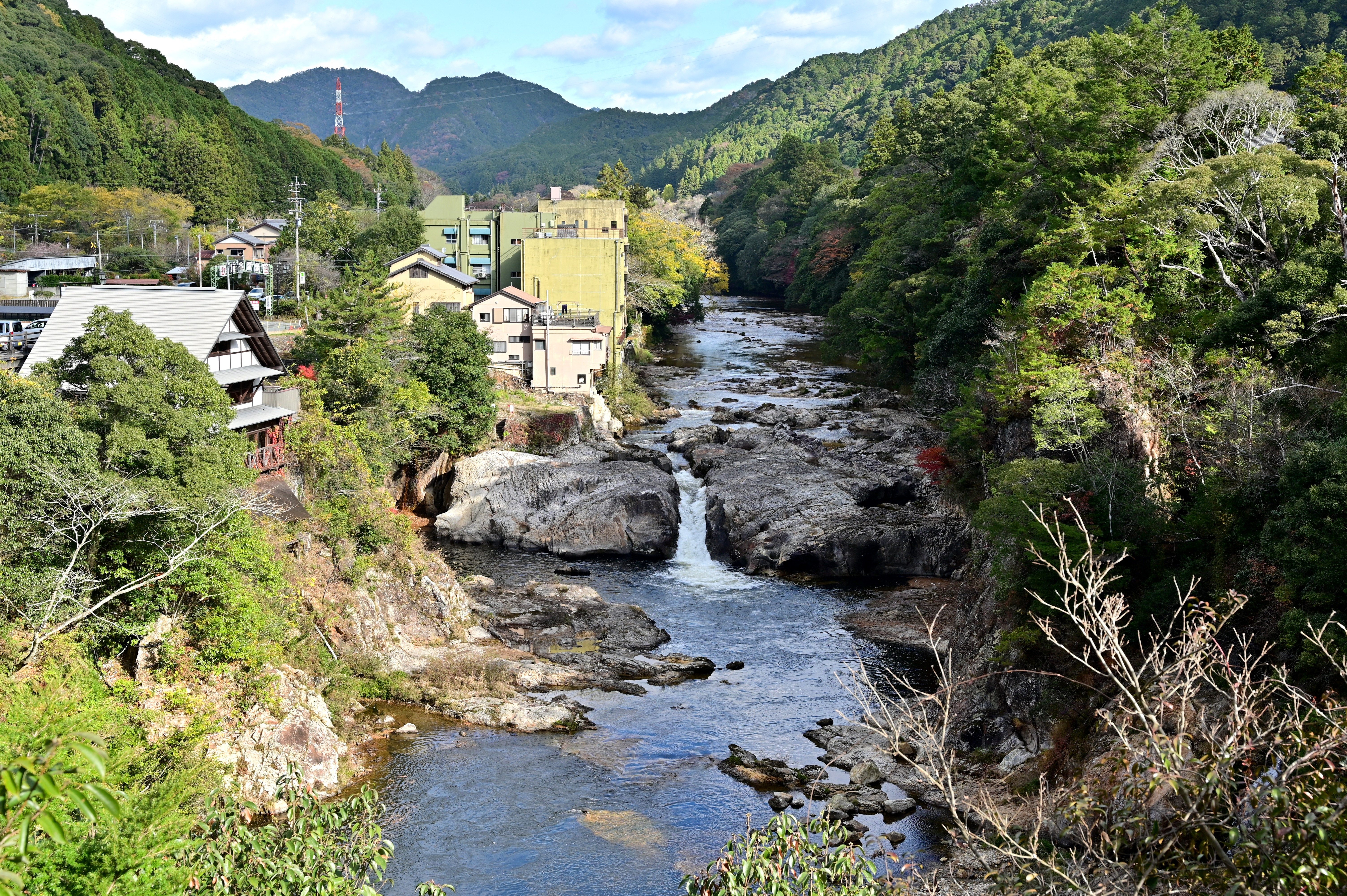
湯谷温泉

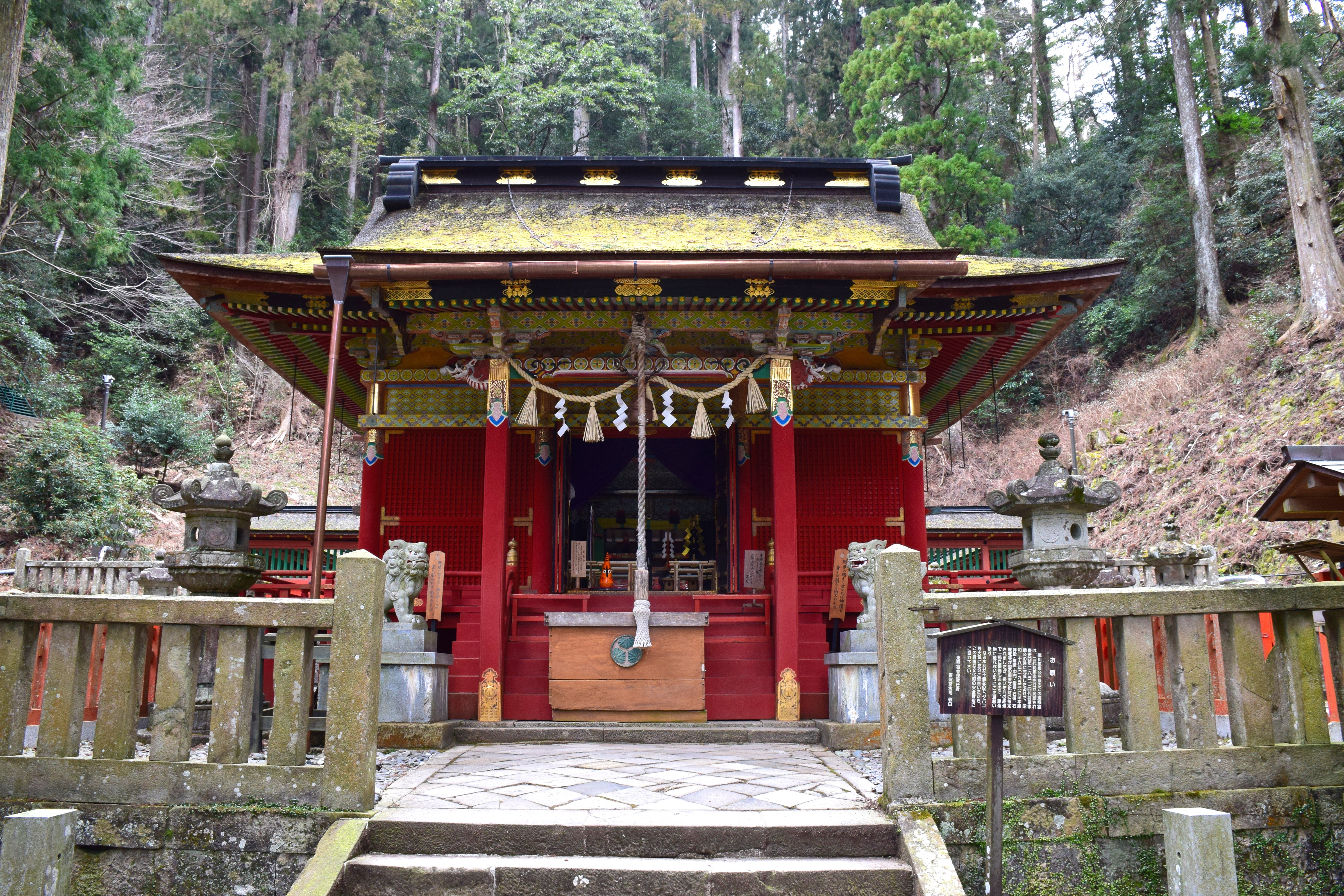
鳳来山東照宮

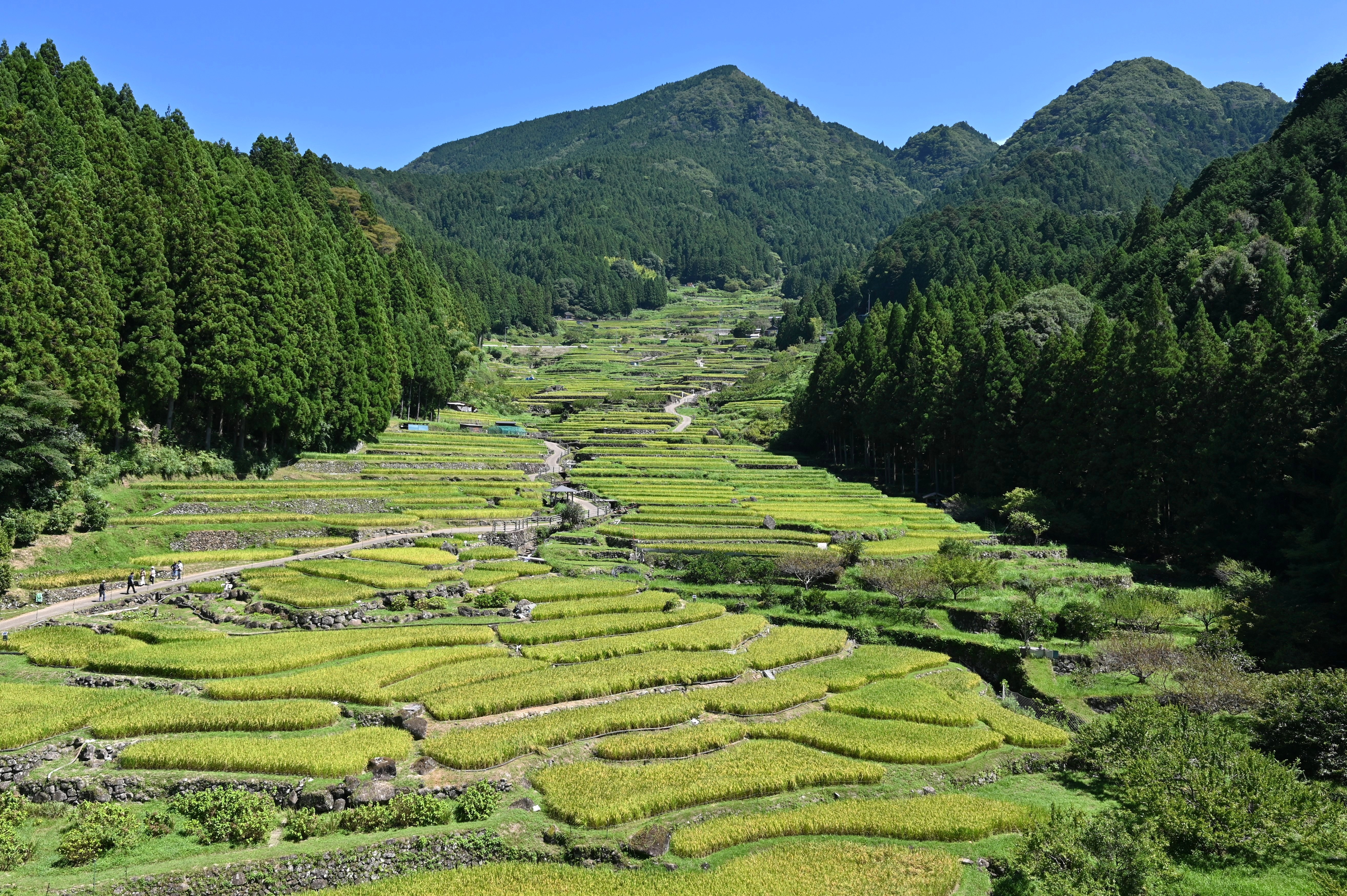
四谷の千枚田

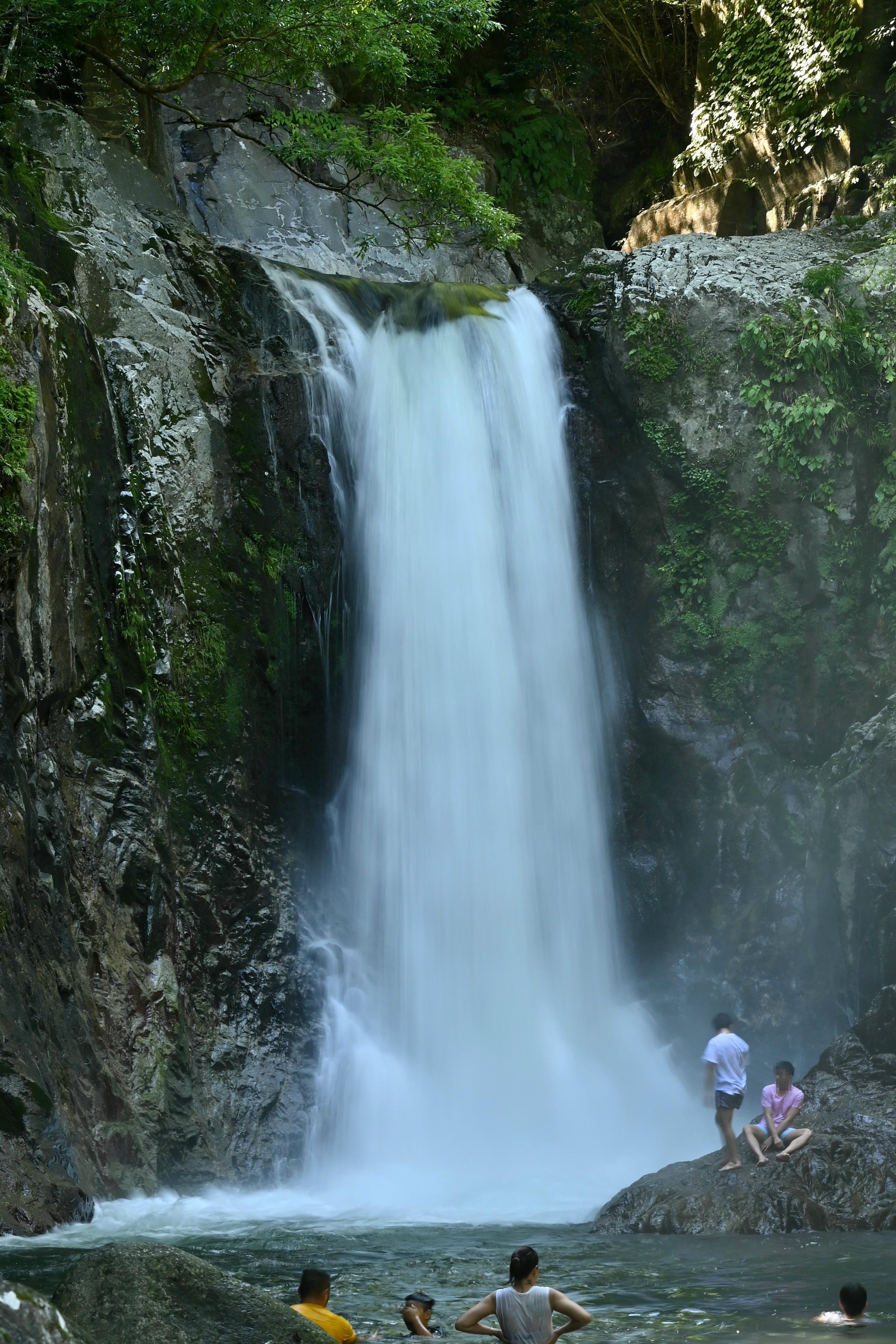
鳴沢の滝

### 名所・旧跡

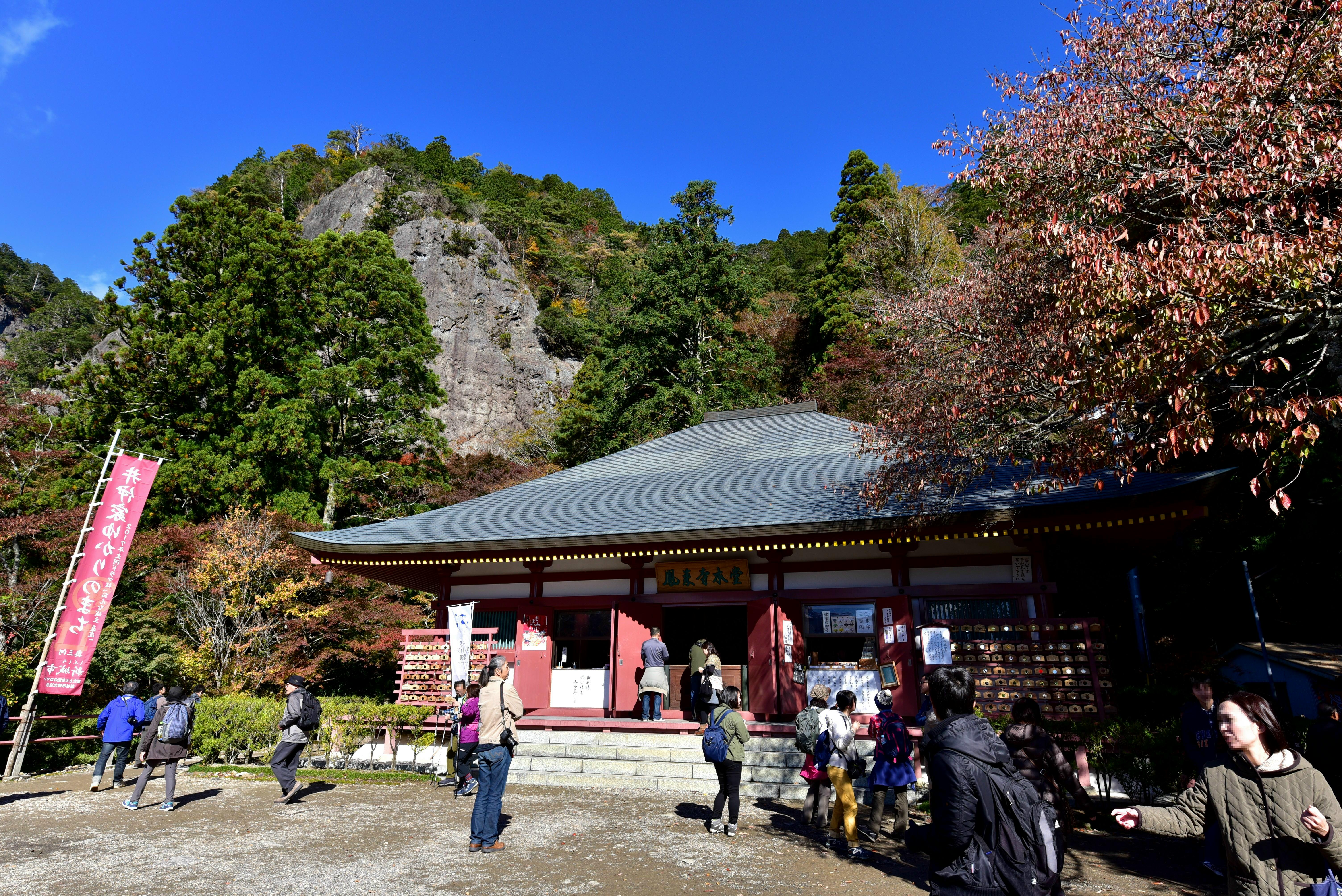
鳳来寺
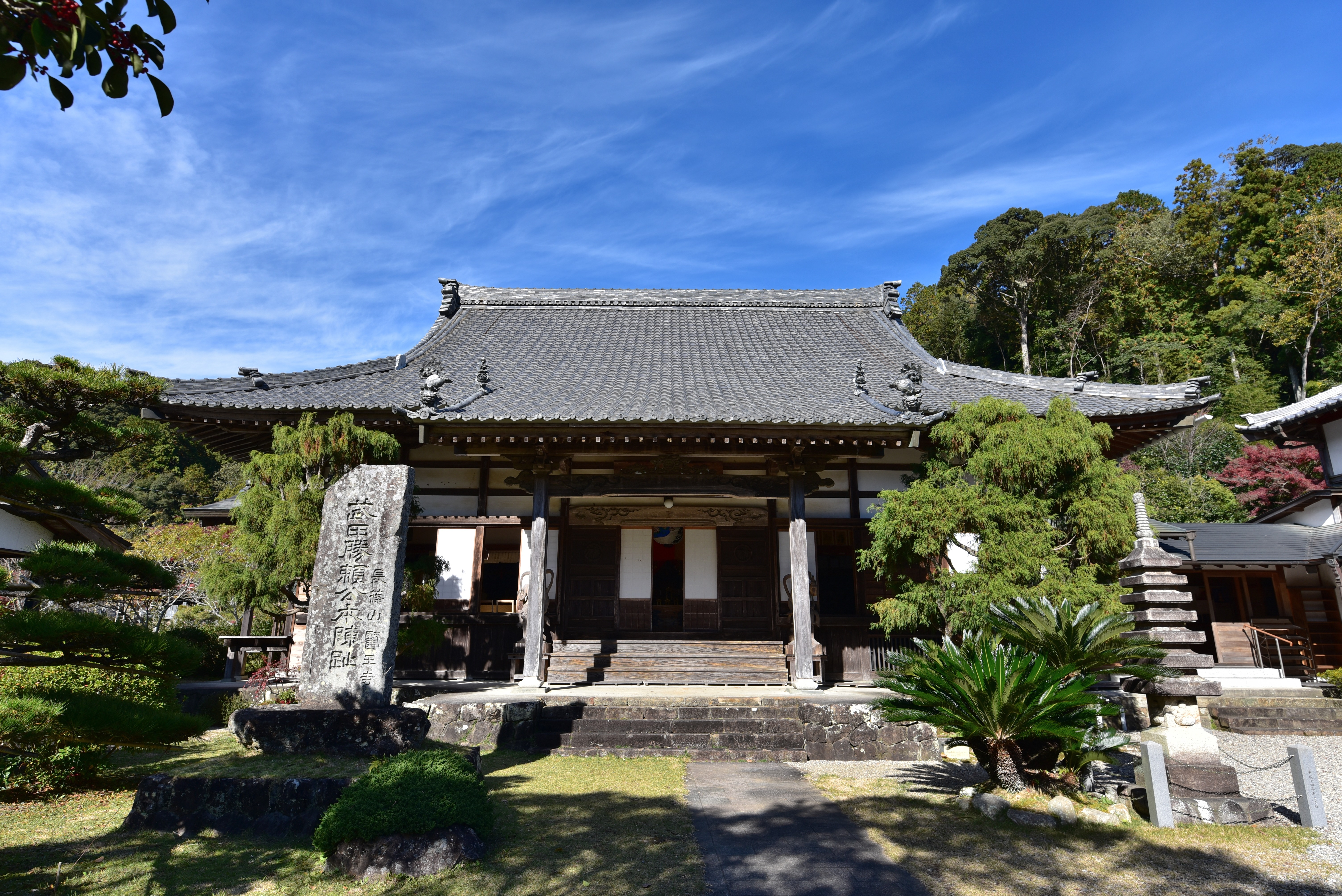
医王寺
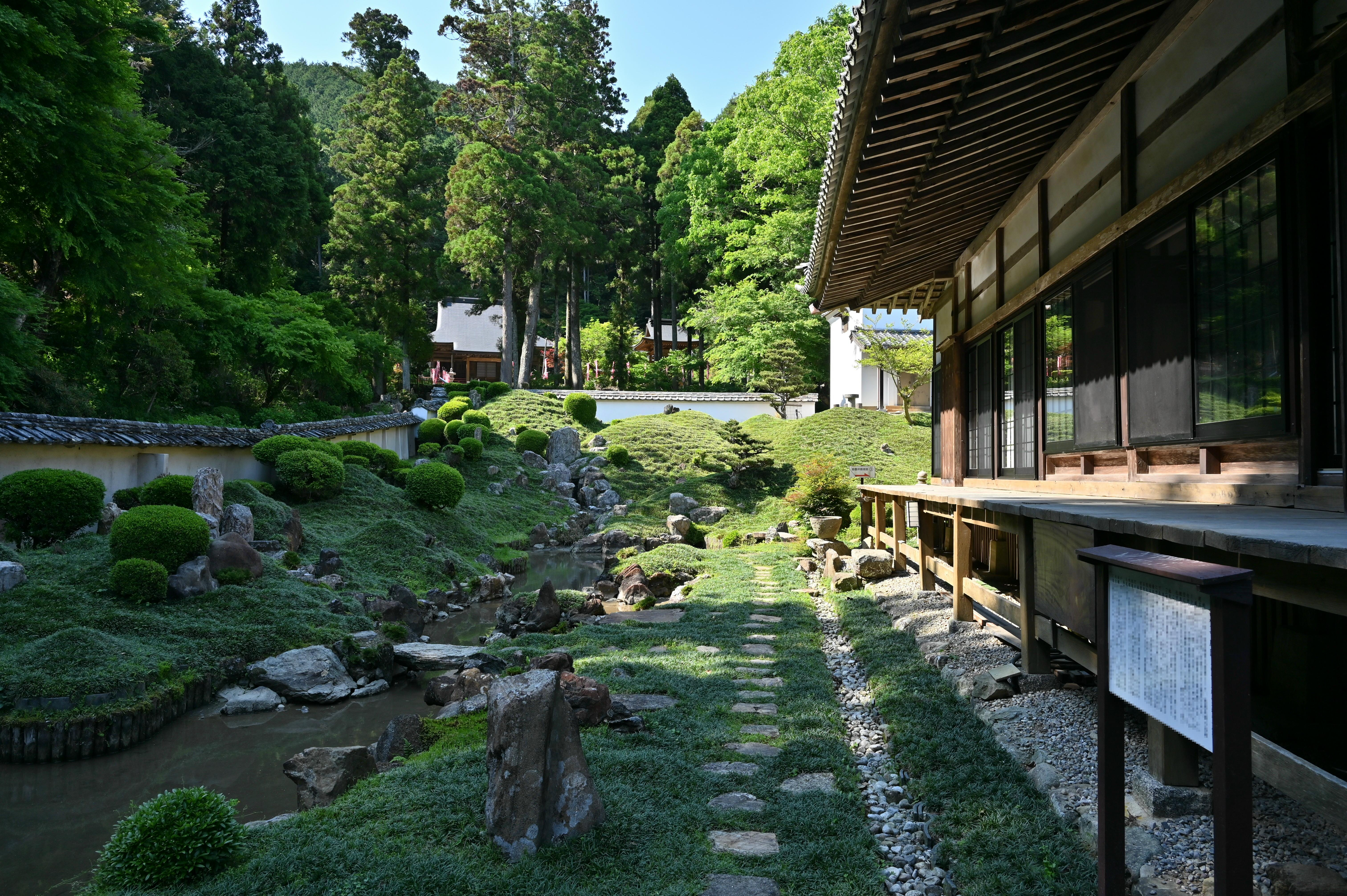
冨賀寺

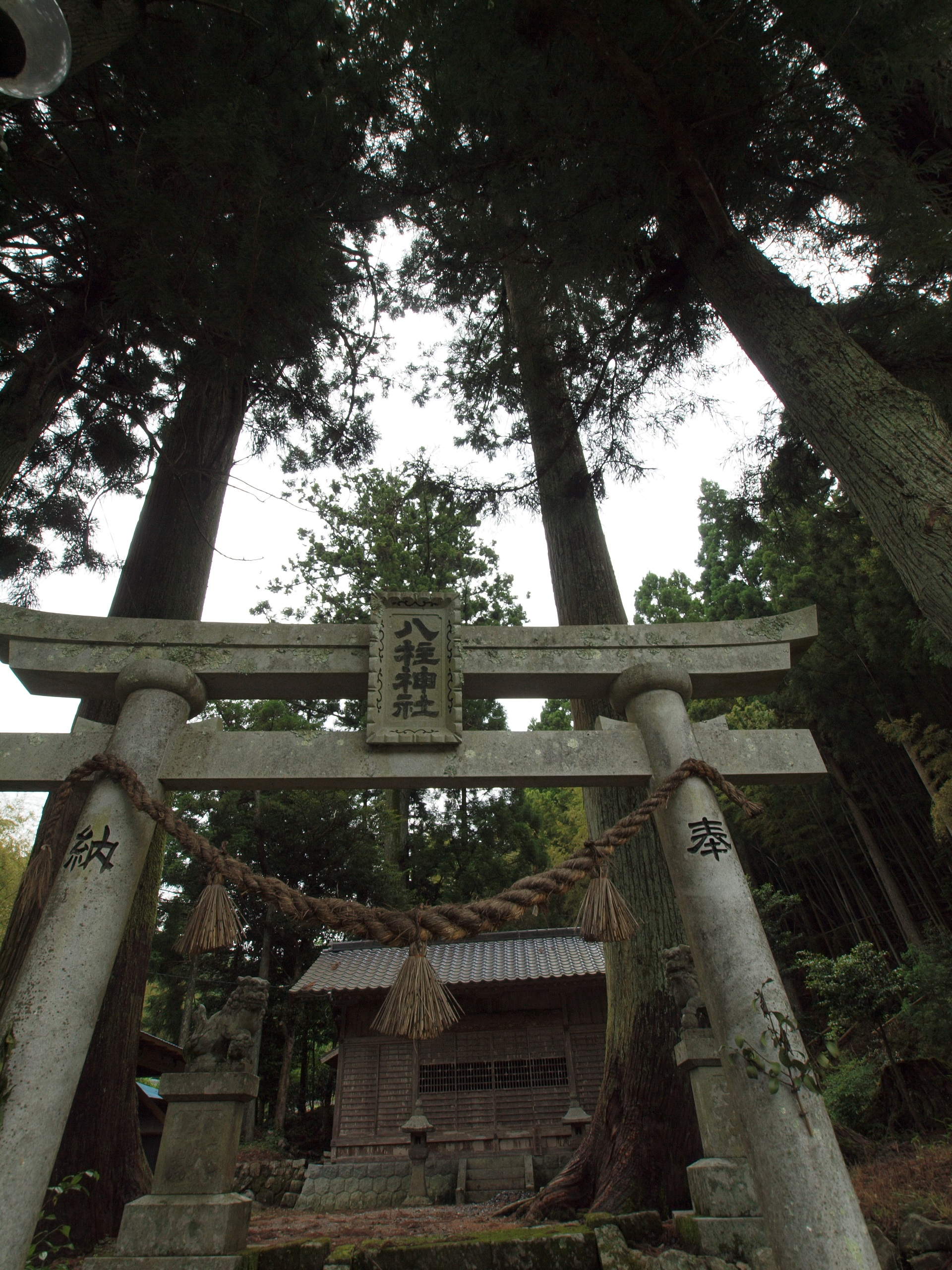
八柱神社
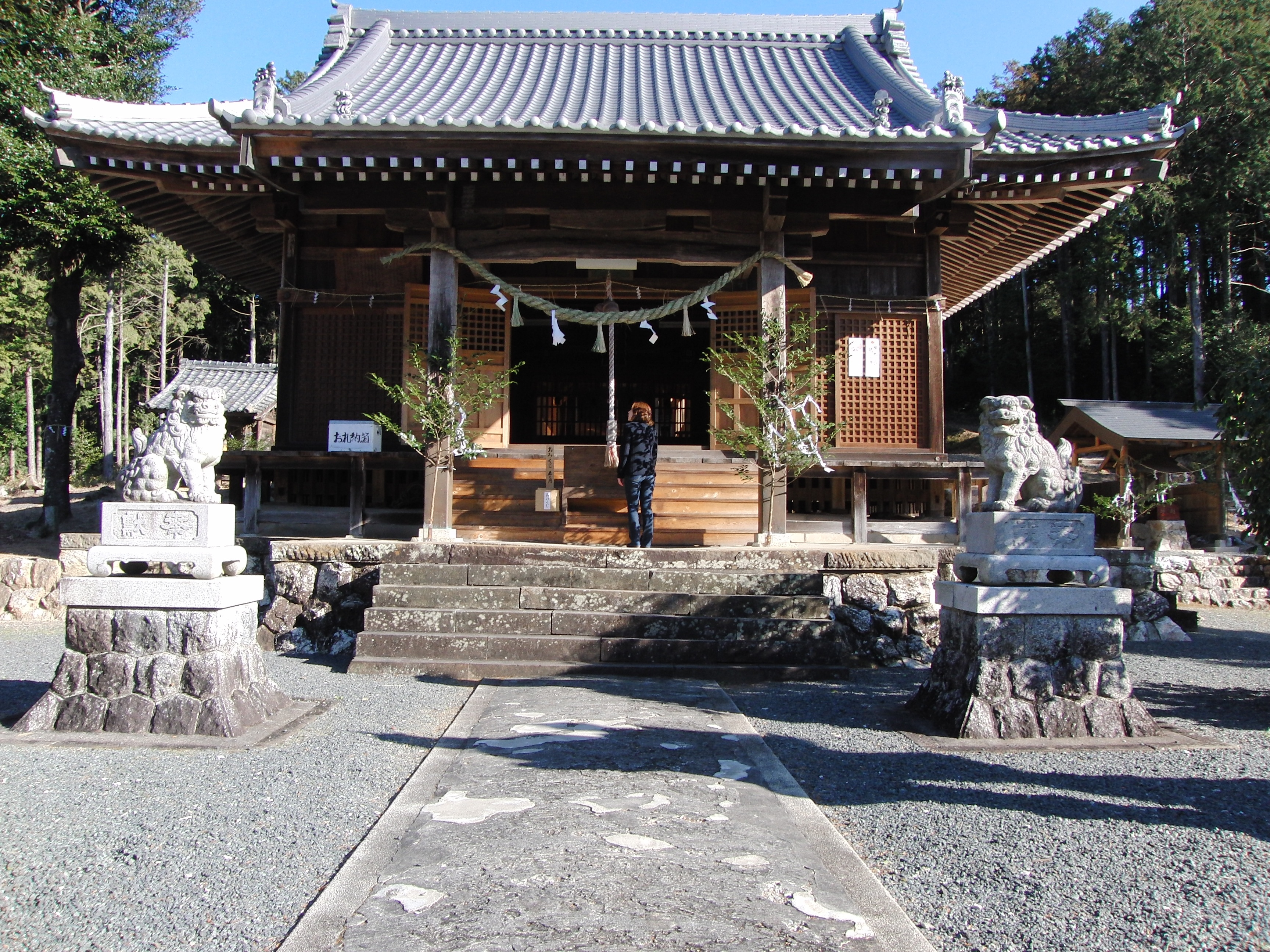
日吉神社

主な城郭
- 長篠城趾 - 国の史跡、設楽原古戦場、新城市設楽原歴史資料館、日本100名城
- 亀山城趾
- 古宮城 - 市指定史跡、続日本100名城
- 姥ヶ懐砦
- 鳶ヶ巣山砦
- 野田城

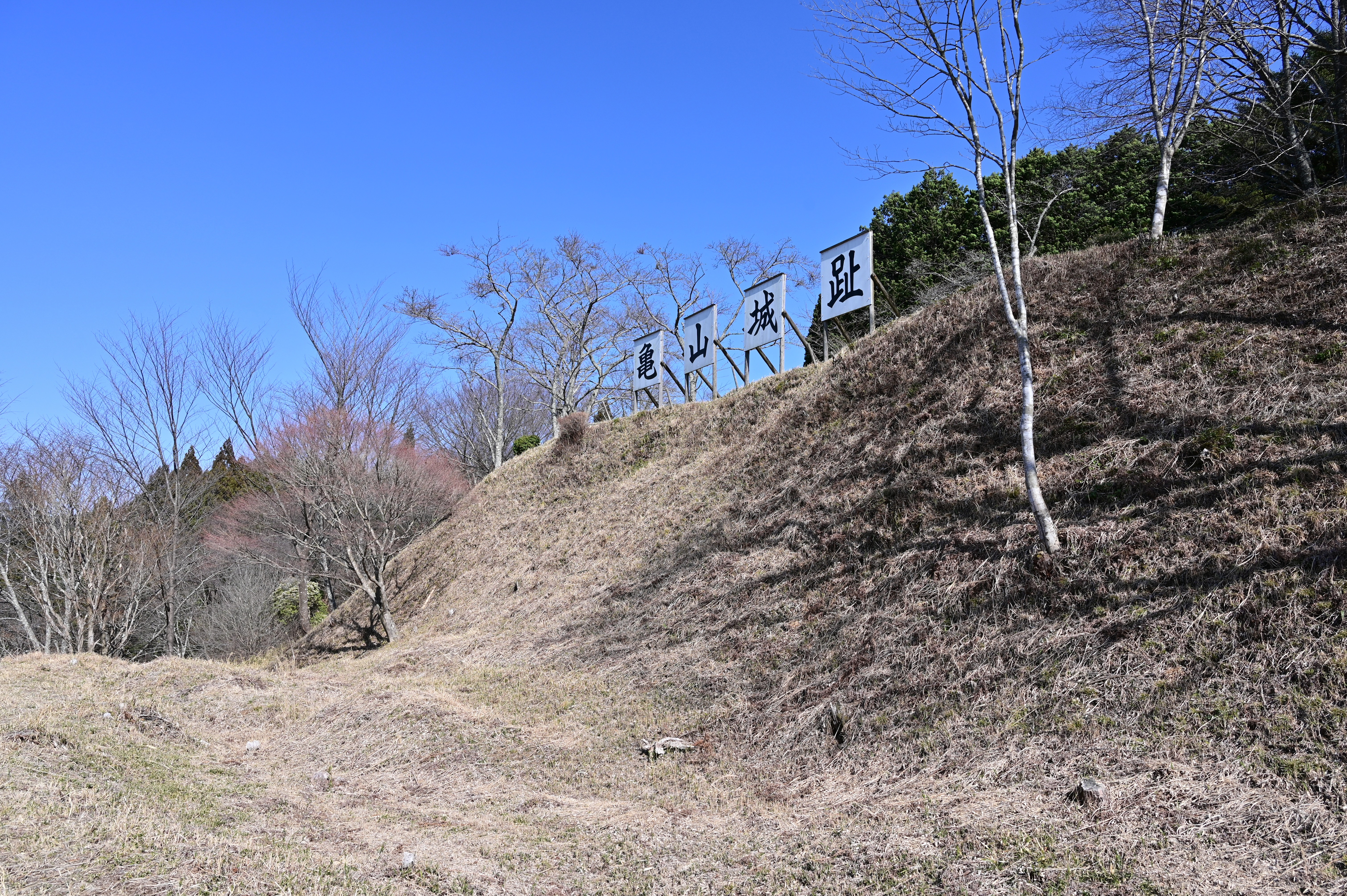
亀山城
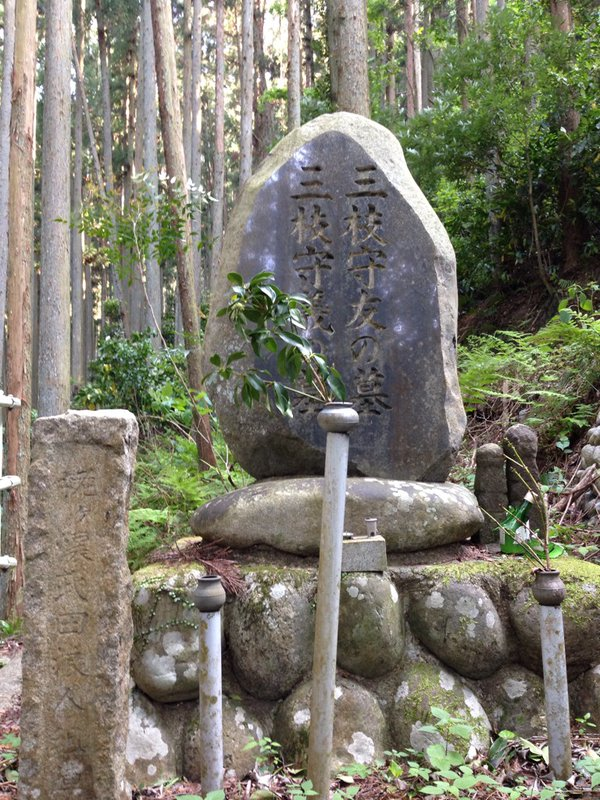
姥ヶ懐砦址
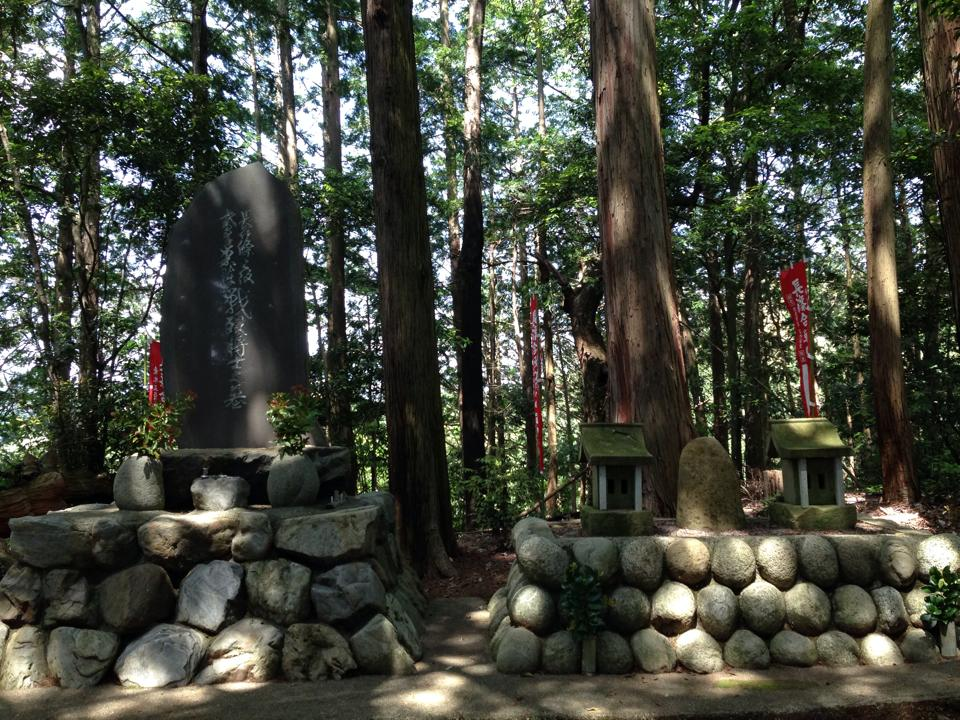
鳶ヶ巣山砦址

主な寺院
- 医王寺
- 甘泉寺
- 善福寺
- 鳳来寺（鳳来寺山）
- 満光寺
- 泉龍院
- 冨賀寺

- 鳳来寺
- 医王寺
- 冨賀寺

主な神社
- 鳳来山東照宮
- 八柱神社
- 日吉神社

- 八柱神社
- 日吉神社

主な史跡
- 望月家住宅
- 新城教会

### 観光スポット
主な景勝地
- 桜淵公園
- 湯谷温泉
- 馬背岩
- 阿寺の七滝
- 百間滝
- 鳴沢の滝
- 鮎滝（笠網漁）
- 愛知県民の森
- 乳岩峡
- 長ノ山湿原
- 巴山
- 鳳来寺山
- 甘泉寺のコウヤマキ
- 四谷の千枚田

サーキット場
- モーターランド三河
- オートランド作手
- 新城ロードパーク

## 文化・名物

### 祭事・催事
- 長篠合戦のぼりまつり
- さくらまつり
- 天王祭
- 新城納涼花火大会
- 火踊り[14]
- 大海の放下
- 鍋づる万灯
- 笹踊り
- 三河の田楽
  - 黒沢田楽
  - 鳳来寺田楽
- 乗本万燈
- 新城ラリー - 2007年より2023年まで全日本ラリー選手権の1つとなる。
- ツール・ド・新城

### 名産・特産
日本茶、鮎、鳳来牛などの名物がある。名物料理として五平餅がある。

## 出身関連著名人

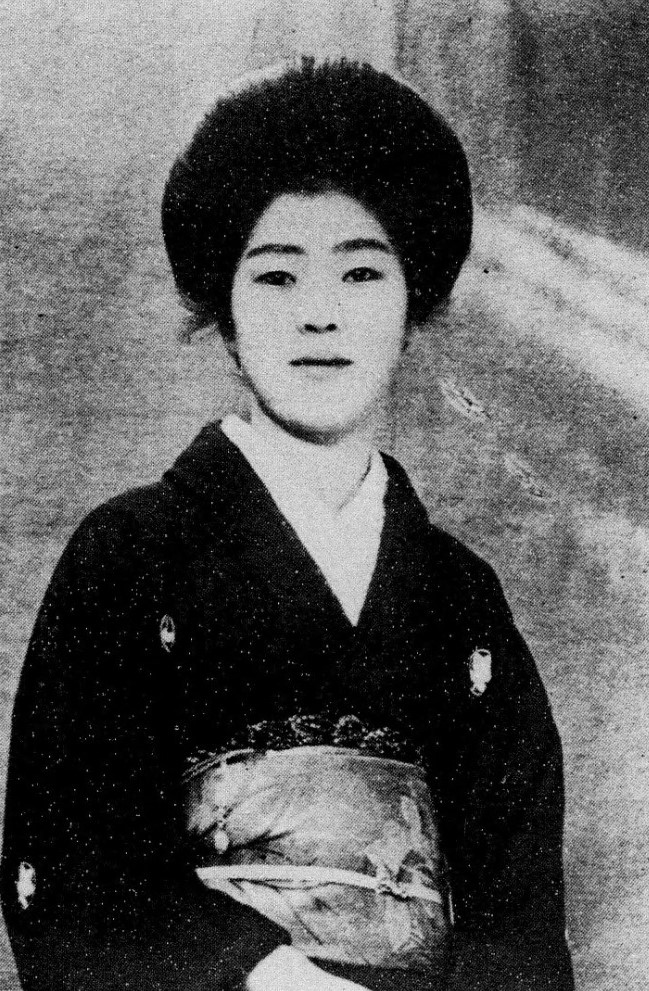
橘薫

- 岩瀬忠震 - 江戸幕末の外国奉行。生まれは江戸だが、設楽家の出身。
- 森の石松 - 侠客。出生地は一説に半原村（現：新城市富岡）とされ、富岡堀切平に生家跡が、洞雲寺に墓がある。遠江国森町村（現：静岡県周智郡森町）出身とも、また架空の人物とも。
- 大阪圭吉 - 戦前・戦中の小説家・推理作家。
- 青木孝義 - 衆議院議員。昭和24年には国務大臣・経済安定本部総務長官・物価庁長官を務めた。新城市初の名誉市民。
- 早川孝太郎 - 民俗学者、画家
- 安形哲夫 - 経営者。ジェイテクト社長、中部経済連合会副会長。
- 滝元明 - 牧師。
- 中村メイコ - 女優・歌手・タレント。母の出身地かつ戦時中は祖母の疎開先であったことから、洞雲寺（富岡）に墓を建てている。
- 太田昭宏 - 衆議院議員。公明党前代表。第18・19代国土交通大臣。
- 鈴木麟三 - 衆議院議員。
- 穂積五一 - 社会教育家。鈴木麟三の子。
- 穂積七郎 - 衆議院議員。鈴木麟三の子。
- 坂井宏先 - 編集者・経営者。ポプラ社社長。
- 戸田昌男 - 技術者。スズキ社長。静岡大学出身。
- 山川直人 - 映画監督。新城東高校、早稲田大学出身。
- 藤村忠寿 - テレビディレクター、演出家、舞台俳優、ナレーター。
- 浅尾大輔 - 小説家
- 白井孝幸 - プロ野球選手。阪急ブレーブス投手。
- 白井康勝 - プロ野球選手。日本ハムファイターズ投手。白井孝幸の弟。
- 田中健二朗 - プロ野球選手。横浜DeNAベイスターズ投手。第79回選抜高等学校野球大会優勝投手（常葉菊川高校）。
- 前田紘基 - プロサッカー選手。ギラヴァンツ北九州。
- 瀧谷渉太 - キックボクサー。
- 松本博之 - 俳優。
- 西田エリ - シンガーソングライター。
- 橘薫 - シャンソン歌手。宝塚歌劇団卒業生。
- 竹下ともひろ - お笑いタレント。
- 村上 - マヂカルラブリー（お笑いコンビ）。旧鳳来町出身。
- 大谷杏奈 - 女子競輪選手
- 鈴木樹里 - 女子競輪選手
- 小林宏之 - 航空評論家、元日本航空パイロット